# 1955年の市町村合併
1955年の市町村合併（1955ねんのしちょうそんがっぺい）では、1955年（昭和30年）に行われた日本の市町村合併の一覧を載せる。

## 1月
- 1月1日
  - 北海道釧路郡 釧路村+ 昆布森村 = 釧路郡釧路村（新設）
  - 北海道松前郡 福島町+ 吉岡村 = 松前郡福島町（新設）
  - 青森県南津軽郡 尾上町+ 猿賀村 = 南津軽郡尾上町（新設）
  - 青森県青森市+ 東津軽郡 筒井町+ 横内村+ 東岳村+ 高田村 = 青森市（編入）
  - 岩手県九戸郡 軽米町+ 小軽米村+ 晴山村 = 九戸郡軽米町（新設）
  - 岩手県一関市+ 西磐井郡 厳美村+ 萩荘村+ 弥栄村+ 東磐井郡 舞川村 = 一関市（新設）
  - 岩手県和賀郡 土沢町+ 小山田村+ 中内村+ 谷内村 = 和賀郡東和町（新設）
  - 岩手県稗貫郡 大迫町+ 内川目村+ 外川目村+ 亀ヶ森村 = 稗貫郡大迫町（新設）
  - 岩手県西磐井郡 永井村+ 涌津村+ 油島村+ 花泉村+ 老松村+ 日形村 = 西磐井郡花泉町（新設/町制）
  - 岩手県気仙郡 高田町+ 気仙町+ 広田町+ 小友村+ 米崎村+ 矢作村+ 竹駒村+ 横田村 = 陸前高田市（新設/市制）
  - 宮城県栗原郡 沢辺村+ 金成村+ 萩野村+ 津久毛村 = 栗原郡金成町（新設/町制）
  - 宮城県石巻市+ 牡鹿郡 蛇田村 = 石巻市（編入）
  - 秋田県南秋田郡 昭和町+ 金足村の一部 = 南秋田郡昭和町（編入）
  - 秋田県秋田市+ 南秋田郡 金足村の一部 = 秋田市（編入）
  - 山形県東村山郡 干布村+ 高擶村 = 東村山郡豊栄村（新設）
  - 山形県飽海郡 松嶺町+ 上郷村+ 内郷村 = 飽海郡松山町（新設）
  - 山形県東田川郡 横山村+ 押切村+ 西田川郡 東郷村 = 東田川郡三川村（新設）
  - 山形県米沢市+ 南置賜郡 山上村 = 米沢市（編入）
  - 山形県南置賜郡 玉庭村+ 東置賜郡 大塚村+ 犬川村+ 小松町+ 中郡村 = 東置賜郡川西町（新設）
  - 山形県北村山郡 横山村+ 大石田町+ 亀井田村 = 北村山郡大石田町（新設）
  - 山形県村山市+ 北村山郡 大高根村 = 村山市（編入）
  - 福島県伊達郡 桑折町+ 伊達崎村+ 睦合村+ 半田村 = 伊達郡桑折町（新設）
  - 福島県安達郡 小浜町+ 新殿村+ 旭村+ 太田村の一部 = 安達郡岩代町（境界変更/新設）
  - 福島県安達郡 針道村+ 木幡村+ 戸沢村+ 太田村 = 安達郡東和村（新設）
  - 福島県安達郡 油井村+ 渋川村+ 上川崎村 = 安達郡安達村（新設）
  - 福島県安達郡 二本松町+ 塩沢村+ 岳下村+ 杉田村+ 石井村+ 大平村 = 安達郡二本松町（新設）
  - 福島県東白川郡 棚倉町+ 社川村+ 高野村+ 近津村+ 山岡村 = 東白川郡棚倉町（新設）
  - 福島県伊達郡 飯野町+ 青木村+ 大久保村+ 明治村 = 伊達郡飯野町（新設）
  - 福島県石川郡 川東村+ 大森田村 = 石川郡大東村（新設）
  - 福島県田村郡 守山町+ 高瀬村+ 谷田川村 = 田村郡田村町（新設）
  - 福島県若松市+ 北会津郡 湊村+ 一箕村+ 高野村+ 神指村+ 門田村+ 大戸村+ 東山村 = 会津若松市（編入/改称）
  - 福島県西白河郡 滑津村+ 吉子川村 = 西白河郡中島村（新設）
  - 茨城県結城郡 宗道村+ 大形村+ 蚕飼村 = 結城郡千代川村（新設）
  - 茨城県北相馬郡 布川町+ 文村+ 文間村+ 東文間村 = 北相馬郡利根町（新設）
  - 茨城県行方郡 玉川村+ 手賀村+ 玉造町+ 現原村+ 立花村 = 行方郡玉造町（新設）
  - 茨城県新治郡 園部村+ 瓦会村+ 林村+ 恋瀬村+ 葦穂村+ 柿岡町+ 小幡村+ 小桜村 = 新治郡八郷町（新設）
  - 茨城県結城郡 西豊田村+ 中結城村+ 安静村+ 下結城村+ 真壁郡 川西村 = 結城郡八千代村（新設）
  - 栃木県那須郡 鍋掛村+ 黒磯町+ 東那須野村+ 高林村 = 那須郡黒磯町（新設）
  - 栃木県佐野市+ 足利郡 吾妻村 = 佐野市（編入）
  - 栃木県塩谷郡 矢板町+ 泉村+ 片岡村 = 塩谷郡矢板町（新設）
  - 埼玉県大里郡 深谷町+ 藤沢村+ 幡羅村+ 明戸村+ 大寄村 = 深谷市（新設/市制）
  - 埼玉県浦和市+ 北足立郡 土合村+ 大久保村 = 浦和市（編入）
  - 埼玉県大宮市+ 北足立郡 指扇村+ 馬宮村+ 植水村+ 片柳村+ 七里村+ 春岡村 = 大宮市（編入）
  - 埼玉県北足立郡 草加町+ 谷塚町+ 新田村 = 北足立郡草加町（新設）
  - 埼玉県北足立郡 上尾町+ 平方町+ 原市町+ 大石村+ 上平村+ 大谷村 = 北足立郡上尾町（新設）
  - 埼玉県大里郡 岡部村+ 榛沢村+ 本郷村 = 大里郡岡部村（新設）
  - 埼玉県大里郡 妻沼町+ 男沼村+ 太田村+ 長井村+ 秦村 = 大里郡妻沼町（新設）
  - 埼玉県北埼玉郡 東村+ 原道村+ 元和村+ 豊野村 = 北埼玉郡大利根村（新設）
  - 埼玉県北足立郡 桶川町+ 加納村 = 北足立郡桶川町（新設）
  - 埼玉県大里郡 豊里村+ 中瀬村 = 大里郡豊里村（新設）
  - 埼玉県大里郡 吉見村+ 市田村 = 大里郡大里村（新設）
  - 埼玉県熊谷市+ 大里郡 吉岡村 = 熊谷市（編入）
  - 埼玉県大里郡 御正村+ 小原村 = 大里郡江南村（新設）
  - 埼玉県北埼玉郡 三田ヶ谷村+ 村君村 = 北埼玉郡千代田村（新設）
  - 埼玉県南埼玉郡 鷲宮町+ 北葛飾郡 桜田村の一部 = 北葛飾郡鷲宮町（新設）
  - 埼玉県北葛飾郡 幸手町+ 桜田村の一部 = 北葛飾郡幸手町（編入）
  - 千葉県山武郡 睦岡村+ 日向村 = 山武郡山武町（新設/町制）
  - 神奈川県中郡 秦野町+ 南秦野町+ 東秦野村+ 北秦野村 = 秦野市（新設/市制）
  - 神奈川県津久井郡 与瀬町+ 小原町+ 千木良村+ 内郷村 = 津久井郡相模湖町（新設）
  - 神奈川県三浦郡 南下浦町+ 三崎町+ 初声村 = 三浦市（新設/市制）
  - 新潟県西蒲原郡 巻町+ 峰岡村+ 浦浜村+ 松野尾村+ 角田村+ 漆山村 = 西蒲原郡巻町（新設）
  - 新潟県中魚沼郡 下船渡村+ 外丸村+ 上郷村+ 芦ヶ崎村+ 秋成村+ 中深見村 = 中魚沼郡津南町（新設/町制）
  - 新潟県小千谷市+ 中魚沼郡 岩沢村+ 真人村 = 小千谷市（編入）
  - 新潟県三条市+ 南蒲原郡 大島村 = 三条市（編入）
  - 富山県上新川郡 上滝町+ 大山村+ 福沢村+ 大庄村 = 上新川郡大山町（新設）
  - 富山県婦負郡 婦中町+ 宮川村+ 熊野村+ 朝日村 = 婦負郡婦中町（新設）
  - 石川県鹿島郡 越路町+ 滝尾村+ 久江村+ 御祖村 = 鹿島郡鹿島町（新設）
  - 福井県遠敷郡 知三村+ 奥名田村 = 遠敷郡名田庄村（新設）
  - 長野県須坂市+ 上高井郡 井上村+ 高甫村 = 須坂市（編入）
  - 長野県岡谷市+ 諏訪郡 湊村 = 岡谷市（編入）
  - 長野県上高井郡 仁礼村+ 豊丘村 = 上高井郡東村（新設）
  - 長野県更級郡 稲里村+ 真島村+ 小島田村+ 青木島村 = 更級郡更北村（新設）
  - 長野県上伊那郡 中箕輪町+ 箕輪村+ 東箕輪村 = 上伊那郡箕輪町（新設）
  - 静岡県焼津市+ 志太郡 小川町+ 東益津村+ 大富村+ 和田村 = 焼津市（編入）
  - 静岡県周智郡 山梨町+ 宇刈村 = 周智郡山梨町（新設）
  - 静岡県小笠郡 土方村+ 佐束村 = 小笠郡城東村（新設）
  - 静岡県島田市+ 志太郡 六合村+ 大津村+ 大長村+ 伊久身村 = 島田市（編入）
  - 静岡県磐田市+ 磐田郡 大藤村+ 向笠村+ 御厨村+ 南御厨村 = 磐田市（編入）
  - 愛知県中島郡 起町+ 朝日村 = 尾西市（新設/市制）
  - 愛知県渥美郡 田原町+ 神戸村+ 野田村 = 渥美郡田原町（新設）
  - 愛知県津島市+ 海部郡 神守村 = 津島市（編入）
  - 愛知県一宮市+ 丹羽郡 丹陽村+ 葉栗郡 浅井町 = 一宮市（編入）
  - 愛知県西尾市+ 幡豆郡 三和村 = 西尾市（編入）
  - 愛知県東春日井郡 小牧町+ 味岡村+ 篠岡村 = 小牧市（新設/市制）
  - 三重県宇治山田市+ 度会郡 豊浜村+ 北浜村+ 城田村+ 四郷村 = 伊勢市（編入/改称）
  - 三重県阿山郡 西柘植村+ 壬生野村 = 阿山郡春日村（新設）
  - 三重県志摩郡 鵜方町+ 神明村+ 立神村+ 志島村+ 甲賀村+ 国府村+ 安乗村 = 志摩郡阿児町（新設）
  - 三重県北牟婁郡 長島町+ 三野瀬村 = 北牟婁郡長島町（新設）
  - 三重県上野市+ 名賀郡 花垣村+ 依那古村+ 比自岐村 = 上野市（編入）
  - 滋賀県神崎郡 旭村+ 南五個荘村+ 北五個荘村+ 蒲生郡 安土町の一部 = 神崎郡五個荘町（新設/町制）
  - 滋賀県愛知郡 稲枝村+ 稲村+ 葉枝見村 = 愛知郡稲枝町（新設/町制）
  - 滋賀県東浅井郡 小谷村+ 速水村 = 東浅井郡湖北町（新設/町制）
  - 滋賀県高島郡 海津村+ 剣熊村+ 西庄村+ 百瀬村 = 高島郡マキノ町（新設/町制）
  - 滋賀県高島郡 今津町+ 川上村+ 三谷村 = 高島郡今津町（新設）
  - 滋賀県高島郡 新儀村+ 饗庭村 = 高島郡新旭町（新設/町制）
  - 京都府南桑田郡 亀岡町+ 東別院村+ 西別院村+ 曽我部村+ 吉川村+ 薭田野村+ 本梅村+ 畑野村+ 宮前村+ 大井村+ 千代川村+ 馬路村+ 旭村+ 千歳村+ 河原林村+ 保津村 = 亀岡市（新設/市制）
  - 京都府中郡 峰山町+ 吉原村+ 五箇村+ 新山村+ 丹波村 = 中郡峰山町（新設）
  - 京都府熊野郡 久美浜町+ 川上村+ 海部村+ 田村+ 神野村+ 湊村 = 熊野郡久美浜町（新設）
  - 大阪府豊中市+ 豊能郡 庄内町 = 豊中市（編入）
  - 兵庫県揖保郡 太子町+ 龍田村 = 揖保郡太子町（編入）
  - 兵庫県多紀郡 南河内村+ 北河内村+ 草山村 = 多紀郡西紀村（新設/改称）
  - 兵庫県多可郡 松井庄村+ 杉原谷村 = 多可郡加美村（新設）
  - 奈良県山辺郡 都介野村+ 針ヶ別所村 = 山辺郡都祁村（新設）
  - 和歌山県日高郡 早蘇村+ 丹生村+ 矢田村 = 日高郡川辺町（新設/町制）
  - 和歌山県伊都郡 橋本町+ 岸上村+ 山田村+ 紀見村+ 隅田村+ 学文路村 = 橋本市（新設/市制）
  - 和歌山県和歌山市+ 海草郡 西和佐村+ 岡崎村 = 和歌山市（編入）
  - 和歌山県日高郡 由良町+ 白崎村+ 衣奈村 = 日高郡由良町（新設）
  - 島根県簸川郡 平田町+ 北浜村+ 佐香村 = 平田市（新設/市制）
  - 岡山県勝田郡 勝田町+ 梶並村 = 勝田郡勝田町（新設）
  - 岡山県久米郡 加美町+ 三保村+ 打穴村+ 大垪和村 = 久米郡中央町（新設）
  - 岡山県御津郡 一宮村+ 馬屋下村+ 平津村 = 御津郡一宮町（新設/町制）
  - 岡山県久米郡 大井町+ 久米村+ 倭文村 = 久米郡久米町（新設）
  - 岡山県勝田郡 新野村+ 広戸村+ 勝加茂村 = 勝田郡勝北町（新設/町制）
  - 岡山県苫田郡 鏡野町+ 郷村 = 苫田郡鏡野町（編入）
  - 岡山県真庭郡 落合町+ 津田村+ 木山村+ 美川村+ 河内村+ 川東村 = 真庭郡落合町（新設）
  - 岡山県久米郡 吉岡村+ 勝田郡 飯岡村+ 北和気村+ 南和気村 = 久米郡柵原町（新設/町制）
  - 岡山県都窪郡 加茂村+ 吉備郡 生石村+ 高松町 = 吉備郡高松町（新設）
  - 広島県比婆郡 上高野山村+ 下高野山村 = 比婆郡高野町（新設/町制）
  - 広島県芦品郡 駅家町+ 宜山村+ 近田村+ 服部村 = 芦品郡駅家町（新設）
  - 広島県賀茂郡 西条町+ 下三永村+ 賀永村の一部 = 賀茂郡西条町（編入）
  - 山口県熊毛郡 平生町+ 大野村+ 曽根村+ 佐賀村 = 熊毛郡平生町（新設）
  - 山口県熊毛郡 麻里府村+ 麻郷村+ 田布施町+ 城南村 = 熊毛郡田布施町（新設）
  - 山口県阿武郡 奈古町+ 福賀村+ 宇田郷村 = 阿武郡阿武町（新設）
  - 徳島県麻植郡 東山村の一部+ 中枝村の一部+ 三山村の一部 = 麻植郡美郷村（新設）
  - 徳島県麻植郡 山瀬町+ 川田町+ 三山村の一部 = 麻植郡山川町（新設）
  - 徳島県名東郡 国府町+ 名西郡 入田村の一部 = 名東郡国府町（編入）
  - 徳島県徳島市+ 名西郡 入田村の一部+ 名東郡 新居町 = 徳島市（編入）
  - 徳島県那賀郡 富岡町+ 加茂谷村 = 那賀郡富岡町（編入）
  - 香川県三豊郡 観音寺町+ 高室村+ 常磐村+ 柞田村 = 観音寺市（新設/市制）
  - 香川県大川郡 志度町+ 鴨庄村+ 小田村 = 大川郡志度町（新設）
  - 香川県綾歌郡 飯野村+ 川津村の一部 = 綾歌郡飯野村（編入）
  - 香川県坂出市+ 綾歌郡 川津村の一部 = 坂出市（編入）
  - 愛媛県伊予郡 南山崎村+ 北山崎村+ 郡中町+ 南伊予村 = 伊予市（新設/市制）
  - 愛媛県西宇和郡 三瓶町+ 三島村+ 二木生村+ 双岩村の一部 = 西宇和郡三瓶町（新設）
  - 愛媛県周桑郡 周布村+ 吉井村+ 壬生川町+ 国安村+ 吉岡村 = 周桑郡壬生川町（新設）
  - 愛媛県周桑郡 三芳村+ 楠河村+ 庄内村 = 周桑郡三芳町（新設/町制）
  - 愛媛県喜多郡 内子町+ 大瀬村+ 五城村+ 立川村+ 満穂村 = 喜多郡内子町（新設）
  - 愛媛県喜多郡 長浜町+ 喜多灘村+ 櫛生村+ 出海村+ 大和村+ 白滝村 = 喜多郡長浜町（新設）
  - 愛媛県越智郡 伯方町+ 西伯方村 = 越智郡伯方町（新設）
  - 高知県吾川郡 伊野町+ 三瀬村 = 吾川郡伊野町（編入）
  - 高知県香美郡 野市町+ 佐古村+ 香宗村+ 富家村 = 香美郡野市町（新設）
  - 福岡県糸島郡 可也村+ 桜野村+ 小富士村+ 芥屋村 = 糸島郡志摩村（新設）
  - 福岡県鞍手郡 剣町+ 西川村+ 古月村 = 鞍手郡鞍手町（新設）
  - 福岡県京都郡 苅田町+ 小波瀬村+ 白川村 = 京都郡苅田町（新設）
  - 福岡県糸島郡 深江村+ 一貴山村+ 福吉村 = 糸島郡二丈村（新設）
  - 福岡県築上郡 椎田町+ 八津田村+ 葛城村+ 西角田村 = 築上郡椎田町（新設）
  - 福岡県糸島郡 前原町+ 雷山村+ 長糸村 = 糸島郡前原町（新設）
  - 福岡県嘉穂郡 大隈町+ 千手村+ 宮野村+ 足白村 = 嘉穂郡嘉穂町（新設）
  - 福岡県田川郡 添田町+ 津野村 = 田川郡添田町（新設）
  - 福岡県三潴郡 大溝村+ 木佐木村+ 大莞村 = 三潴郡大木町（新設/町制）
  - 福岡県柳川市+ 三潴郡 昭代村+ 蒲池村 = 柳川市（編入）
  - 福岡県浮羽郡 船越村+ 江南村+ 福富村+ 千年村+ 吉井町 = 浮羽郡吉井町（新設）
  - 福岡県早良郡 内野村+ 脇山村+ 入部村 = 早良郡早良村（新設）
  - 福岡県三潴郡 荒木町+ 安武村 = 三潴郡筑邦町（新設）
  - 長崎県長崎市+ 西彼杵郡 深堀村+ 福田村 = 長崎市（編入）
  - 長崎県北松浦郡 平戸町+ 中野村+ 獅子村+ 紐差村+ 中津良村+ 津吉村+ 志々伎村 = 平戸市（新設/市制）
  - 長崎県上県郡 豊崎町+ 琴村 = 上県郡上対馬町（新設）
  - 熊本県天草郡 坂瀬川村+ 志岐村+ 富岡町 = 天草郡苓北町（新設）
  - 熊本県上益城郡 甲佐町+ 宮内村+ 龍野村+ 白旗村+ 乙女村 = 上益城郡甲佐町（新設）
  - 熊本県上益城郡 大島村+ 六嘉村 = 上益城郡嘉島村（新設）
  - 熊本県葦北郡 佐敷町+ 大野村+ 吉尾村 = 葦北郡葦北町（新設）
  - 熊本県鹿本郡 植木町+ 山本村+ 田原村+ 菱形村+ 桜井村+ 山東村+ 吉松村 = 鹿本郡植木町（新設）
  - 熊本県上益城郡 御船町+ 滝水村+ 七滝村+ 木倉村+ 高木村+ 豊秋村+ 小坂村+ 陣村 = 上益城郡御船町（新設）
  - 熊本県下益城郡 中山村+ 年禰村 = 下益城郡中央村（新設）
  - 大分県大野郡 緒方町+ 長谷川村+ 上緒方村+ 小富士村 = 大野郡緒方町（新設）
  - 大分県北海部郡 佐賀関町+ 神崎村+ 一尺屋村 = 北海部郡佐賀関町（新設）
  - 大分県宇佐郡 南院内村+ 院内村+ 東院内村+ 高並村+ 両川村 = 宇佐郡院内村（新設）
  - 大分県大野郡 牧口村+ 合川村+ 白山村 = 大野郡清川村（新設）
  - 大分県宇佐郡 深見村+ 津房村+ 佐田村+ 安心院町+ 駅川村の一部 = 宇佐郡安心院町（新設）
  - 宮崎県日向市+ 児湯郡 美々津町 = 日向市（編入）
  - 鹿児島県姶良郡 帖佐町+ 重富村+ 山田村の一部 = 姶良郡姶良町（新設）
  - 鹿児島県姶良郡 蒲生町+ 山田村の一部 = 姶良郡蒲生町（編入）
- 1月5日
  - 茨城県稲敷郡 十余島村+ 本新島村+ 伊崎村 = 稲敷郡東村（新設）
  - 高知県高岡郡 窪川町+ 東又村+ 興津村+ 松葉川村+ 仁井田村 = 高岡郡窪川町（新設）
- 1月8日
  - 栃木県上都賀郡 粟野町+ 粕尾村+ 永野村+ 清洲村 = 上都賀郡粟野町（新設）
  - 栃木県安蘇郡 葛生町+ 常盤村+ 氷室村 = 安蘇郡葛生町（新設）
  - 三重県桑名郡 多度町+ 野代村+ 古浜村+ 古美村+ 七取村 = 桑名郡多度町（新設）
- 1月10日
  - 山形県東田川郡 藤島町+ 渡前村 = 東田川郡藤島町（編入）
  - 群馬県伊勢崎市+ 佐波郡 三郷村 = 伊勢崎市（編入）
  - 新潟県刈羽郡 小国村+ 山横沢村 = 刈羽郡小国村（編入）
  - 新潟県岩船郡 神納村+ 平林村+ 西神納村 = 岩船郡神林村（新設）
  - 富山県砺波市+ 東礪波郡 鷹栖村 = 砺波市（編入）
  - 岐阜県関市+ 武儀郡 小金田村 = 関市（編入）
  - 島根県鹿足郡 津和野町+ 畑迫村+ 木部村+ 小川村の一部 = 鹿足郡津和野町（新設）
  - 島根県鹿足郡 日原町+ 小川村の一部 = 鹿足郡日原町（編入）
  - 島根県能義郡 広瀬町+ 比田村+ 山佐村+ 安来市の一部 = 能義郡広瀬町（新設）
  - 広島県世羅郡 大見村+ 西大田村+ 東大田村 = 世羅郡世羅町（新設/町制）
  - 鹿児島県肝属郡 垂水町+ 牛根村+ 新城村 = 肝属郡垂水町（新設）
- 1月11日
  - 大阪府中河内郡 孔舎衙村+ 枚岡町+ 縄手町+ 石切町 = 枚岡市（新設/市制）
- 1月15日
  - 北海道歌棄郡 熱郛村+ 寿都郡 黒松内村+ 樽岸村の一部 = 寿都郡三和村（新設）
  - 北海道歌棄郡 歌棄村+ 磯谷郡 磯谷村+ 寿都郡 寿都町+ 樽岸村の一部 = 寿都郡寿都町（新設）
  - 青森県青森市+ 東津軽郡 荒川村+ 浜館村 = 青森市（編入）
  - 茨城県西茨城郡 宍戸町+ 大原村+ 北川根村 = 西茨城郡友部町（新設）
  - 群馬県多野郡 吉井町+ 多胡村+ 入野村+ 甘楽郡 岩平村 = 多野郡吉井町（新設）
  - 神奈川県愛甲郡 愛川町+ 高峰村 = 愛甲郡愛川町（新設）
  - 新潟県東蒲原郡 津川町+ 小川村+ 揚川村の一部 = 東蒲原郡津川町（新設）
  - 新潟県東蒲原郡 揚川村の一部+ 三川村+ 下条村の一部 = 東蒲原郡三川村（新設）
  - 新潟県五泉市+ 東蒲原郡 下条村の一部 = 五泉市（編入）
  - 福井県敦賀市+ 敦賀郡 東浦村+ 東郷村+ 中郷村+ 愛発村+ 粟野村 = 敦賀市（編入）
  - 福井県今立郡 鯖江町+ 神明町+ 中河村+ 片上村+ 丹生郡 立待村+ 吉川村+ 豊村 = 鯖江市（新設/市制）
  - 福井県大飯郡 本郷村+ 佐分利村+ 大島村 = 大飯郡大飯町（新設/町制）
  - 長野県南安曇郡 豊科町+ 南穂高村+ 高家村+ 東筑摩郡 上川手村の一部 = 南安曇郡豊科町（新設）
  - 長野県東筑摩郡 中川手村+ 上川手村の一部 = 東筑摩郡中川手村（編入）
  - 長野県北佐久郡 中津村+ 五郎兵衛新田村+ 南御牧村 = 北佐久郡浅科村（新設）
  - 岐阜県海津郡 高須町+ 吉里村+ 東江村+ 大江村+ 西江村 = 海津郡海津町（新設）
  - 岐阜県養老郡 牧田村+ 一之瀬村+ 多良村+ 時村 = 養老郡上石津村（新設）
  - 三重県安濃郡 草生村+ 村主村+ 安濃村+ 明合村 = 安濃郡協和村（新設）
  - 三重県一志郡 大井村+ 波瀬村+ 川合村+ 高岡村 = 一志郡一志町（新設/町制）
  - 滋賀県野洲郡 守山町+ 小津村+ 玉津村+ 河西村+ 速野村 = 野洲郡守山町（新設）
  - 大阪府中河内郡 盾津町+ 玉川町+ 英田村+ 三野郷村+ 若江村 = 河内市（新設/市制）
  - 兵庫県加西郡 北条町+ 富田村+ 賀茂村+ 下里村 = 加西郡北条町（新設）
  - 山口県大島郡 蒲野村+ 大島町+ 沖浦村 = 大島郡大島町（新設）
- 1月20日
  - 群馬県前橋市+ 群馬郡 清里村+ 新高尾村の一部 = 前橋市（編入）
  - 群馬県高崎市+ 群馬郡 新高尾村の一部+ 中川村+ 碓氷郡 八幡村+ 豊岡村 = 高崎市（編入）
  - 石川県江沼郡 山代町+ 勅使村+ 東谷口村 = 江沼郡山代町（新設）
  - 山梨県北巨摩郡 日野春村+ 秋田村+ 清春村 = 北巨摩郡長坂町（新設/町制）
  - 鹿児島県囎唹郡 岩川町+ 恒吉村+ 月野村 = 囎唹郡大隅町（新設）
  - 鹿児島県鹿屋市+ 肝属郡 高隈村 = 鹿屋市（編入）
- 1月30日
  - 熊本県飽託郡 供合村+ 広畑村+ 小山戸島村 = 飽託郡託麻村（新設）
- 1月31日
  - 福島県伊達郡 掛田町+ 霊山村+ 石戸村+ 小国村 = 伊達郡霊山町（新設）
  - 岐阜県加茂郡 八百津町+ 和知村 = 加茂郡八百津町（編入）

## 2月
- 2月1日
  - 北海道稚内市+ 宗谷郡 宗谷村 = 稚内市（編入）
  - 青森県南津軽郡 藤崎町+ 十二里村 = 南津軽郡藤崎町（新設）
  - 青森県上北郡 三本木町+ 大深内村+ 藤坂村 = 三本木市（新設/市制）
  - 岩手県盛岡市+ 岩手郡 簗川村+ 玉山村の一部+ 滝沢村の一部 = 盛岡市（編入）
  - 岩手県下閉伊郡 茂市村+ 刈屋村 = 下閉伊郡新里村（新設）
  - 岩手県東磐井郡 長坂村+ 田河津村 = 東磐井郡東山村（新設）
  - 宮城県宮城郡 広瀬村+ 大沢村 = 宮城郡宮城村（新設）
  - 宮城県亘理郡 坂元村+ 山下村 = 亘理郡山元町（新設/町制）
  - 宮城県亘理郡 亘理町+ 荒浜町+ 吉田村+ 逢隈村 = 亘理郡亘理町（新設）
  - 秋田県南秋田郡 上井河村+ 下井河村 = 南秋田郡井川村（新設）
  - 山形県東田川郡 広瀬村+ 泉村+ 手向村 = 東田川郡羽黒町（新設/町制）
  - 山形県米沢市+ 東置賜郡 上郷村 = 米沢市（編入）
  - 山形県東置賜郡 川西町+ 吉島村 = 東置賜郡川西町（編入）
  - 山形県東置賜郡 吉野村+ 金山村+ 宮内町+ 漆山村 = 東置賜郡宮内町（新設）
  - 福島県田村郡 常葉町+ 山根村 = 田村郡常葉町（新設）
  - 福島県田村郡 小野新町+ 飯豊村+ 夏井村 = 田村郡小野町（新設）
  - 福島県西白河郡 古関村+ 金山村+ 社村 = 西白河郡表郷村（新設）
  - 茨城県筑波郡 田水山村+ 筑波町+ 田井村+ 北条町+ 小田村 = 筑波郡筑波町（新設）
  - 茨城県猿島郡 生子菅村+ 逆井山村 = 猿島郡富里村（新設）
  - 群馬県邑楽郡 西谷田村+ 海老瀬村+ 大箇野村+ 伊奈良村 = 邑楽郡板倉町（新設/町制）
  - 群馬県群馬郡 室田町+ 碓氷郡 里見村 = 群馬郡榛名町（新設）
  - 群馬県群馬郡 倉田村+ 碓氷郡 烏淵村 = 群馬郡倉淵村（新設）
  - 千葉県山武郡 横芝町+ 大総村+ 上堺村 = 山武郡横芝町（新設）
  - 千葉県山武郡 大平村+ 松尾町+ 豊岡村 = 山武郡松尾町（新設）
  - 神奈川県愛甲郡 厚木町+ 南毛利村+ 睦合村+ 小鮎村+ 玉川村 = 厚木市（新設/市制）
  - 神奈川県足柄上郡 三保村+ 清水村+ 共和村+ 山北町 = 足柄上郡山北町（新設）
  - 神奈川県足柄上郡 酒田村+ 吉田島村 = 足柄上郡開成町（新設/町制）
  - 新潟県柏崎市+ 刈羽郡 北鯖石村+ 田尻村+ 高田村 = 柏崎市（編入）
  - 新潟県十日町市+ 中魚沼郡 下条村 = 十日町市（編入）
  - 新潟県高田市+ 中頸城郡 春日村+ 諏訪村+ 津有村+ 三郷村+ 和田村の一部 = 高田市（編入）
  - 新潟県新井市+ 中頸城郡 和田村の一部 = 新井市（編入）
  - 石川県鹿島郡 東島村+ 中乃島村+ 西島村 = 鹿島郡能登島町（新設/町制）
  - 長野県下高井郡 穂高村+ 往郷村+ 上木島村 = 下高井郡木島平村（新設）
  - 長野県南佐久郡 栄村+ 海瀬村 = 南佐久郡佐久町（新設/町制）
  - 長野県岡谷市+ 諏訪郡 川岸村 = 岡谷市（編入）
  - 長野県諏訪郡 ちの町+ 宮川村+ 米沢村+ 豊平村+ 玉川村+ 泉野村+ 金沢村+ 湖東村+ 北山村 = 諏訪郡茅野町（新設）
  - 長野県北佐久郡 三井村+ 志賀村 = 北佐久郡東村（新設）
  - 長野県上水内郡 鬼無里村+ 日里村の一部 = 上水内郡鬼無里村（編入）
  - 長野県上水内郡 日里村の一部+ 栄村 = 上水内郡中条村（新設）
  - 岐阜県可児郡 上之郷村+ 御嵩町+ 中町+ 伏見町 = 可児郡御嵩町（新設）
  - 岐阜県加茂郡 八百津町+ 可児郡 錦津村 = 加茂郡八百津町（新設）
  - 岐阜県可児郡 今渡町+ 土田村+ 帷子村+ 春里村+ 久々利村+ 平牧村+ 広見町 = 可児郡可児町（新設）
  - 岐阜県海津郡 海西村+ 今尾町の一部 = 海津郡平田町（新設）
  - 岐阜県海津郡 海津町+ 今尾町の一部 = 海津郡海津町（編入）
  - 岐阜県土岐郡 土岐津町+ 妻木町+ 下石町+ 鶴里村+ 曽木村+ 駄知町+ 肥田村+ 泉町 = 土岐市（新設/市制）
  - 愛知県岡崎市+ 額田郡 福岡町+ 龍谷村+ 藤川村+ 山中村+ 本宿村+ 河合村+ 常磐村+ 岩津町 = 岡崎市（編入）
  - 三重県鈴鹿郡 関町+ 神辺村の一部+ 白川村の一部 = 鈴鹿郡関町（編入）
  - 三重県亀山市+ 鈴鹿郡 神辺村の一部+ 白川村の一部 = 亀山市（編入）
  - 三重県阿山郡 阿山村+ 丸柱村の一部 = 阿山郡阿山村（新設）
  - 三重県上野市+ 阿山郡 丸柱村の一部 = 上野市（編入）
  - 三重県桑名市+ 桑名郡 深谷村+ 員弁郡 久米村の一部 = 桑名市（編入）
  - 三重県員弁郡 東員村+ 久米村の一部 = 員弁郡東員村（編入）
  - 京都府竹野郡 間人町+ 豊栄村+ 竹野村+ 上宇川村+ 下宇川村 = 竹野郡丹後町（新設）
  - 大阪府中河内郡 松原町+ 天美町+ 布忍村+ 恵我村+ 三宅村 = 松原市（新設/市制）
  - 兵庫県養父郡 八鹿町+ 高柳村+ 伊佐村+ 宿南村 = 養父郡八鹿町（新設）
  - 兵庫県城崎郡 内川村+ 城崎町 = 城崎郡城崎町（新設）
  - 奈良県南葛城郡 御所町+ 掖上村 = 南葛城郡御所町（編入）
  - 和歌山県海草郡 下津町+ 大崎町+ 塩津村+ 加茂村+ 仁義村 = 海草郡下津町（新設）
  - 島根県邑智郡 吾郷村+ 粕淵町+ 浜原村+ 沢谷村+ 君谷村 = 邑智郡邑智町（新設）
  - 島根県美濃郡 道川村+ 匹見上村+ 匹見下村 = 美濃郡匹見村（新設）
  - 岡山県久米郡 福渡町+ 鶴田村 = 久米郡福渡町（新設）
  - 岡山県御津郡 上建部村+ 建部村+ 赤磐郡 竹枝村 = 御津郡建部町（新設/町制）
  - 岡山県赤磐郡 瀬戸町+ 万富町+ 潟瀬村+ 上道郡 玉井村 = 赤磐郡瀬戸町（新設）
  - 岡山県英田郡 福本村+ 河会村 = 英田郡英田町（新設/町制）
  - 岡山県勝田郡 北吉野村+ 豊田村+ 豊並村 = 勝田郡奈義町（新設/町制）
  - 岡山県高梁市+ 上房郡 中井村 = 高梁市（編入）
  - 岡山県玉野市+ 児島郡 八浜町 = 玉野市（編入）
  - 岡山県上房郡 上竹荘村+ 豊野村+ 下竹荘村+ 吉川村+ 吉備郡 大和村 = 上房郡賀陽町（新設/町制）
  - 広島県御調郡 菅野村+ 上川辺村+ 市村+ 河内村+ 今津野村+ 奥村+ 諸田村の一部 = 御調郡御調町（新設/町制）
  - 広島県芦品郡 新市町+ 常金丸村+ 戸手村+ 網引村 = 芦品郡新市町（新設）
  - 広島県尾道市+ 沼隈郡 高須村+ 西村 = 尾道市（編入）
  - 徳島県名東郡 国府町+ 南井上村+ 北井上村 = 名東郡国府町（新設）
  - 愛媛県伊予郡 中山町+ 佐礼谷村 = 伊予郡中山町（新設）
  - 愛媛県八幡浜市+ 西宇和郡 双岩村+ 真穴村+ 川上村+ 日土村 = 八幡浜市（編入）
  - 愛媛県今治市+ 越智郡 富田村+ 桜井町+ 清水村+ 日高村+ 波止浜町+ 乃万村 = 今治市（編入）
  - 高知県吾川郡 大崎村+ 名野川村 = 吾川郡吾川村（新設）
  - 福岡県三潴郡 江上村+ 青木村+ 城島町 = 三潴郡城島町（新設）
  - 福岡県福岡市+ 糟屋郡 香椎町+ 多々良町 = 福岡市（編入）
  - 長崎県長崎市+ 西彼杵郡 日見村 = 長崎市（編入）
  - 長崎県南高来郡 小浜町+ 北串山村 = 南高来郡小浜町（新設）
  - 熊本県宇土郡 三角町+ 戸馳村+ 郡浦村+ 大岳村 = 宇土郡三角町（新設）
  - 熊本県上益城郡 下矢部村+ 浜町+ 白糸村+ 御岳村 = 上益城郡矢部町（新設）
  - 熊本県八代郡 種山村+ 河俣村 = 八代郡東陽村（新設）
  - 熊本県八代郡 鏡町+ 文政村+ 有佐村 = 八代郡鏡町（新設）
  - 大分県大分郡 稙田村+ 東稙田村+ 賀来村 = 大分郡大分村（新設）
  - 大分県中津市+ 下毛郡 今津町 = 中津市（編入）
  - 大分県大分郡 由布院町+ 湯平村 = 大分郡湯布院町（新設）
  - 大分県玖珠郡 野上町+ 飯田村+ 東飯田村+ 南山田村 = 玖珠郡九重町（新設）
  - 鹿児島県名瀬市+ 大島郡 三方村 = 名瀬市（編入）
- 2月5日
  - 三重県北牟婁郡 長島町+ 赤羽村 = 北牟婁郡長島町（編入）
- 2月10日
  - 岩手県江刺郡 岩谷堂町+ 愛宕村+ 田原村+ 藤里村+ 伊手村+ 米里村+ 玉里村+ 梁川村+ 広瀬村+ 稲瀬村 = 江刺郡江刺町（新設）
  - 茨城県稲敷郡 牛久町+ 奥野村 = 稲敷郡牛久町（編入）
  - 高知県高岡郡 佐川町+ 加茂村の一部+ 日高村の一部 = 高岡郡佐川町（編入）
  - 高知県高岡郡 日高村+ 加茂村の一部 = 高岡郡日高村（編入）
- 2月11日
  - 北海道檜山郡 泊村+ 江差町 = 檜山郡江差町（新設）
  - 岩手県九戸郡 種市町+ 中野村 = 九戸郡種市町（新設）
  - 岩手県上閉伊郡 達曾部村+ 宮守村+ 鱒沢村 = 上閉伊郡宮守村（新設）
  - 福島県石城郡 沢渡村+ 三阪村+ 永戸村 = 石城郡三和村（新設）
  - 福島県内郷市+ 石城郡 箕輪村の一部 = 内郷市（編入）
  - 福島県石城郡 好間村+ 箕輪村の一部 = 石城郡好間村（編入）
  - 福島県石城郡 赤井村+ 上小川村+ 下小川村 = 石城郡小川町（新設/町制）
  - 茨城県西茨城郡 笠間町+ 大池田村+ 北山内村+ 南山内村 = 西茨城郡笠間町（新設）
  - 茨城県東茨城郡 長岡村+ 上野合村+ 川根村+ 鹿島郡 沼前村 = 東茨城郡茨城町（町制/新設）
  - 茨城県東茨城郡 伊勢畑村+ 那珂郡 野口村 = 東茨城郡御前山村（新設）
  - 茨城県多賀郡 櫛形村+ 黒前村+ 高萩市の一部 = 多賀郡十王村（新設）
  - 茨城県行方郡 潮来町+ 津知村+ 延方村+ 大生原村 = 行方郡潮来町（新設）
  - 茨城県東茨城郡 圷村+ 岩船村+ 沢山村 = 東茨城郡桂村（新設）
  - 茨城県東茨城郡 石塚町+ 小松村+ 西郷村 = 東茨城郡常北町（新設）
  - 茨城県新治郡 下大津村+ 美並村+ 牛渡村+ 佐賀村+ 安飾村+ 志士庫村 = 新治郡出島村（新設）
  - 茨城県猿島郡 幸島村+ 八俣村+ 結城郡 名崎村 = 猿島郡三和村（新設）
  - 茨城県久慈郡 下小川村+ 諸富野村の一部 = 久慈郡下小川村（編入）
  - 茨城県那珂郡 山方町+ 久慈郡 諸富野村の一部 = 那珂郡山方町（編入）
  - 栃木県下都賀郡 穂積村+ 豊田村+ 中村 = 下都賀郡美田村（新設）
  - 栃木県那須郡 黒羽町+ 川西町+ 両郷村+ 須賀川村 = 那須郡黒羽町（新設）
  - 栃木県那須郡 西那須野町+ 狩野村 = 那須郡西那須野町（新設）
  - 埼玉県比企郡 小川町+ 八和田村+ 竹沢村+ 大河村 = 比企郡小川町（新設）
  - 埼玉県比企郡 明覚村+ 平村+ 秩父郡 大椚村 = 比企郡都幾川村（新設）
  - 埼玉県入間郡 越生町+ 梅園村 = 入間郡越生町（新設）
  - 埼玉県大里郡 武川村+ 本畠村 = 大里郡川本村（新設）
  - 埼玉県大里郡 寄居町+ 折原村+ 鉢形村+ 男衾村+ 用土村 = 大里郡寄居町（新設）
  - 埼玉県秩父郡 横瀬村+ 芦ヶ久保村 = 秩父郡横瀬村（新設）
  - 埼玉県入間郡 高麗村+ 高麗川村 = 入間郡日高町（新設/町制）
  - 埼玉県北葛飾郡 杉戸町+ 高野村+ 田宮村+ 堤郷村 = 北葛飾郡杉戸町（新設）
  - 千葉県千葉市+ 千葉郡 生浜町+ 椎名村+ 誉田村 = 千葉市（編入）
  - 千葉県市原郡 市東村+ 湿津村 = 市原郡市津村（新設）
  - 千葉県香取郡 小見川町+ 良文村 = 香取郡小見川町（編入）
  - 千葉県佐原市+ 香取郡 新島村+ 津宮村+ 大倉村+ 瑞穂村 = 佐原市（編入）
  - 千葉県銚子市+ 香取郡 豊里村 = 銚子市（編入）
  - 千葉県香取郡 滑河町+ 小御門村+ 高岡村 = 香取郡下総町（新設/改称）
  - 千葉県長生郡 庁南町+ 東村+ 西村+ 豊栄村 = 長生郡長南町（新設）
  - 千葉県長生郡 白潟町+ 関村+ 南白亀村 = 長生郡白子町（新設）
  - 千葉県木更津市+ 君津郡 金田村 = 木更津市（編入）
  - 千葉県君津郡 平岡村+ 中川村 = 君津郡平川町（新設/町制）
  - 千葉県夷隅郡 勝浦町+ 興津町+ 上野村+ 総野村 = 夷隅郡勝浦町（新設）
  - 千葉県安房郡 天津町+ 小湊町 = 安房郡天津小湊町（新設）
  - 千葉県安房郡 岩井町+ 平群村 = 安房郡富山町（新設）
  - 福井県大飯郡 高浜町+ 内浦村+ 青郷村+ 和田村 = 大飯郡高浜町（新設）
  - 福井県足羽郡 下宇坂村+ 上宇坂村+ 大野郡 羽生村+ 芦見村+ 上味見村+ 下味見村 = 足羽郡美山村（新設）
  - 山梨県南巨摩郡 富河村+ 万沢村 = 南巨摩郡富沢町（新設/町制）
  - 山梨県南巨摩郡 下山村+ 身延町+ 豊岡村+ 西八代郡 大河内村 = 南巨摩郡身延町（新設）
  - 岐阜県稲葉郡 更木村+ 前宮村+ 羽島郡 中屋村 = 稲葉郡稲羽町（新設/町制）
  - 岐阜県岐阜市+ 稲葉郡 鏡島村+ 厚見村 = 岐阜市（編入）
  - 岐阜県加茂郡 上麻生村+ 武儀郡 神淵村 = 加茂郡七宗村（新設）
  - 静岡県駿東郡 御殿場町+ 富士岡村+ 原里村+ 玉穂村+ 印野村 = 御殿場市（新設/市制）
  - 静岡県吉原市+ 富士郡 元吉原村+ 須津村+ 吉永村+ 原田村 = 吉原市（新設）
  - 愛知県瀬戸市+ 愛知郡 幡山村 = 瀬戸市（編入）
  - 三重県度会郡 五ヶ所町+ 穂原村+ 南海村+ 宿田曾村+ 神原村の一部 = 度会郡南勢町（新設）
  - 三重県志摩郡 磯部村+ 度会郡 神原村の一部+ 志摩郡 的矢村 = 志摩郡磯部町（編入/新設/町制）
  - 滋賀県愛知郡 角井村+ 西小椋村 = 愛知郡愛東村（新設）
  - 奈良県山辺郡 東里村+ 宇陀郡 三本松村+ 室生村 = 宇陀郡室生村（新設）
  - 岡山県阿哲郡 刑部町+ 丹治部村+ 上刑部村 = 阿哲郡大佐町（新設）
  - 岡山県上道郡 上道町+ 浮田村 = 上道郡上道町（編入）
  - 広島県世羅郡 甲山町+ 三川村+ 東村+ 御調郡 宇津戸村 = 世羅郡甲山町（新設）
  - 徳島県海部郡 三岐田町+ 阿部村 = 海部郡由岐町（編入/改称）
  - 徳島県徳島市+ 名東郡 上八万村 = 徳島市（編入）
  - 徳島県板野郡 板西町+ 松坂村+ 栄村 = 板野郡板野町（新設）
  - 徳島県麻植郡 川島町+ 学島村 = 麻植郡川島町（新設）
  - 徳島県鳴門市+ 板野郡 大津村 = 鳴門市（編入）
  - 香川県三豊郡 大野原村+ 萩原村+ 五郷村 = 三豊郡大野原町（新設/町制）
  - 愛媛県東宇和郡 野村町+ 溪筋村+ 中筋村+ 惣川村+ 貝吹村の一部+ 横林村の一部 = 東宇和郡野村町（新設）
  - 愛媛県喜多郡 肱川村+ 東宇和郡 貝吹村の一部+ 横林村の一部 = 喜多郡肱川村（編入）
  - 愛媛県北宇和郡 清満村+ 御槇村+ 岩松町+ 畑地村+ 下灘村+ 北灘村 = 北宇和郡津島町（新設）
  - 佐賀県藤津郡 多良町+ 大浦村 = 藤津郡太良町（新設）
  - 長崎県西彼杵郡 伊木力村+ 大草村+ 喜々津村 = 西彼杵郡多良見村（新設）
  - 長崎県西彼杵郡 矢上村+ 北高来郡 古賀村+ 戸石村 = 西彼杵郡東長崎町（新設/町制）
  - 長崎県西彼杵郡 多以良村+ 瀬戸町+ 雪浦村+ 松島村 = 西彼杵郡大瀬戸町（新設）
  - 長崎県西彼杵郡 神浦村+ 黒崎村 = 西彼杵郡外海村（新設）
  - 長崎県西彼杵郡 為石村+ 川原村+ 蚊焼村 = 西彼杵郡三和町（新設/町制）
  - 長崎県北高来郡 江ノ浦村+ 田結村 = 北高来郡飯盛村（新設）
  - 長崎県壱岐郡 勝本町+ 鯨伏村 = 壱岐郡勝本町（新設）
  - 長崎県壱岐郡 武生水町+ 初山村+ 柳田村+ 志原村+ 渡良村+ 沼津村 = 壱岐郡郷ノ浦町（新設）
  - 宮崎県西諸県郡 野尻村+ 紙屋村 = 西諸県郡野尻町（新設/町制）
  - 宮崎県日南市+ 南那珂郡 細田町+ 鵜戸村 = 日南市（編入）
- 2月15日
  - 茨城県鹿島郡 波崎町+ 矢田部村 = 鹿島郡波崎町（編入）
  - 茨城県日立市+ 多賀郡 多賀町+ 日高村+ 久慈郡 久慈町+ 中里村+ 坂本村+ 東小沢村 = 日立市（編入）
  - 茨城県北相馬郡 取手町+ 小文間村+ 寺原村+ 稲戸井村+ 高井村の一部 = 北相馬郡取手町（新設）
  - 茨城県北相馬郡 守谷町+ 高井村の一部 = 北相馬郡守谷町（編入）
  - 福井県坂井郡 金津町+ 剣岳村 = 坂井郡金津町（編入）
- 2月21日
  - 茨城県龍ケ崎市+ 北相馬郡 高須村の一部 = 龍ケ崎市（編入）
  - 茨城県筑波郡 伊奈村+ 久賀村の一部 = 筑波郡伊奈村（編入）
  - 茨城県北相馬郡 相馬町+ 六郷村+ 山王村+ 高須村の一部+ 筑波郡 久賀村の一部 = 北相馬郡藤代町（新設）
  - 福井県小浜市+ 大飯郡 加斗村+ 遠敷郡 宮川村 = 小浜市（編入）
- 2月25日
  - 静岡県藤枝市+ 志太郡 瀬戸谷村 = 藤枝市（編入）
- 2月26日
  - 静岡県榛原郡 下川根村+ 志太郡 笹間村 = 榛原郡下川根村（編入）

## 3月
- 3月1日
  - 北海道札幌市+ 札幌郡 札幌村+ 篠路村+ 琴似町 = 札幌市（編入）
  - 青森県三戸郡 田子町+ 上郷村 = 三戸郡田子町（新設）
  - 青森県北津軽郡 中里町+ 武田村+ 内潟村 = 北津軽郡中里町（新設）
  - 青森県北津軽郡 金木町+ 喜良市村+ 嘉瀬村の一部 = 北津軽郡金木町（新設）
  - 青森県北津軽郡 鶴田町+ 梅沢村+ 六郷村+ 西津軽郡 水元村 = 北津軽郡鶴田町（新設）
  - 青森県三本木市+ 上北郡 四和村 = 三本木市（編入）
  - 青森県南津軽郡 柏木町+ 大光寺町+ 竹館村+ 町居村+ 尾崎村 = 南津軽郡平賀町（新設）
  - 青森県青森市+ 東津軽郡 新城村+ 奥内村+ 原別村 = 青森市（編入）
  - 青森県弘前市+ 中津軽郡 清水村+ 和徳村+ 豊田村+ 堀越村+ 千年村+ 東目屋村+ 藤代村+ 新和村+ 船沢村+ 高杉村+ 裾野村 = 弘前市（編入）
  - 青森県中津軽郡 駒越村+ 岩木村+ 大浦村 = 中津軽郡岩木村（新設）
  - 青森県五所川原市+ 北津軽郡 嘉瀬村の一部 = 五所川原市（編入）
  - 岩手県紫波郡 徳田村+ 不動村+ 煙山村 = 紫波郡矢巾村（新設）
  - 岩手県胆沢郡 金ケ崎町+ 永岡村 = 胆沢郡金ケ崎町（新設）
  - 岩手県下閉伊郡 山田町+ 船越村+ 織笠村+ 大沢村+ 豊間根村 = 下閉伊郡山田町（新設）
  - 宮城県本吉郡 志津川町+ 戸倉村+ 入谷村 = 本吉郡志津川町（新設）
  - 秋田県大館市+ 北秋田郡 下川沿村+ 上川沿村+ 長木村+ 二井田村+ 真中村 = 大館市（編入）
  - 秋田県北秋田郡 花岡町+ 矢立村 = 北秋田郡花矢町（新設）
  - 秋田県由利郡 東滝沢村+ 西滝沢村+ 鮎川村 = 由利郡由利村（新設）
  - 秋田県仙北郡 刈和野町+ 土川村+ 大沢郷村+ 強首村 = 仙北郡西仙北町（新設）
  - 秋田県湯沢市+ 雄勝郡 須川村 = 湯沢市（編入）
  - 秋田県男鹿市+ 南秋田郡 北浦町+ 船越町 = 男鹿市（編入）
  - 福島県伊達郡 保原町+ 大田村+ 上保原村+ 柱沢村+ 富成村 = 伊達郡保原町（新設）
  - 福島県信夫郡 大森村+ 平田村+ 鳥川村 = 信夫郡信夫村（新設）
  - 福島県伊達郡 梁川町+ 粟野村+ 堰本村+ 白根村+ 山舟生村+ 富野村+ 五十沢村 = 伊達郡梁川町（新設）
  - 福島県白河市+ 西白河郡 五箇村 = 白河市（編入）
  - 福島県伊達郡 川俣町+ 富田村+ 福田村+ 小島村+ 飯坂村+ 小綱木村+ 大綱木村+ 安達郡 山木屋村 = 伊達郡川俣町（新設）
  - 福島県伊達郡 月舘町+ 小手村 = 伊達郡月舘町（新設）
  - 福島県耶麻郡 猪苗代町+ 翁島村+ 千里村+ 月輪村+ 吾妻村 = 耶麻郡猪苗代町（新設）
  - 福島県西白河郡 小野田村+ 釜子村 = 西白河郡東村（新設）
  - 福島県田村郡 田村町+ 二瀬村 = 田村郡田村町（編入）
  - 茨城県鹿島郡 息栖村+ 軽野村 = 鹿島郡神栖村（新設）
  - 茨城県北相馬郡 守谷町+ 高野村+ 大野村+ 大井沢村 = 北相馬郡守谷町（新設）
  - 茨城県常陸太田市+ 久慈郡 世矢村+ 河内村の一部 = 常陸太田市（編入）
  - 茨城県久慈郡 染和田村+ 河内村の一部 = 久慈郡染和田村（編入）
  - 茨城県筑波郡 谷原村+ 十和村+ 福岡村+ 北相馬郡 小絹村 = 筑波郡谷和原村（新設）
  - 茨城県久慈郡 山田村+ 染和田村 = 久慈郡水府村（新設）
  - 茨城県猿島郡 弓馬田村+ 飯島村+ 神大実村+ 七郷村+ 中川村+ 長須村+ 七重村+ 岩井町 = 猿島郡岩井町（新設）
  - 群馬県佐波郡 境町+ 采女村+ 剛志村+ 島村 = 佐波郡境町（新設）
  - 群馬県邑楽郡 中野村+ 高島村 = 邑楽郡中島村（新設）
  - 群馬県碓氷郡 安中町+ 原市町+ 磯部町+ 東横野村+ 岩野谷村+ 板鼻町+ 秋間村+ 後閑村 = 碓氷郡安中町（新設）
  - 群馬県邑楽郡 千江田村+ 梅島村+ 佐貫村 = 邑楽郡明和村（新設）
  - 群馬県群馬郡 榛名町+ 久留馬村 = 群馬郡榛名町（編入）
  - 群馬県藤岡市+ 多野郡 平井村+ 日野村 = 藤岡市（編入）
  - 群馬県吾妻郡 原町+ 太田村+ 岩島村+ 坂上村 = 吾妻郡原町（新設）
  - 埼玉県北足立郡 大和田町+ 片山村 = 北足立郡新座町（新設）
  - 埼玉県秩父郡 皆野町+ 国神村+ 金沢村+ 日野沢村 = 秩父郡皆野町（新設）
  - 埼玉県北葛飾郡 旭村+ 吉川町+ 三輪野江村 = 北葛飾郡吉川町（新設）
  - 千葉県木更津市+ 君津郡 中郷村 = 木更津市（編入）
  - 新潟県中頸城郡 柿崎町+ 下黒川村+ 黒川村+ 黒岩村 = 中頸城郡柿崎町（新設）
  - 福井県今立郡 上池田村+ 下池田村 = 今立郡池田村（新設）
  - 福井県丹生郡 四ヶ浦町+ 城崎村 = 丹生郡越前町（新設）
  - 山梨県北巨摩郡 上手村+ 小笠原村+ 朝神村 = 北巨摩郡明野村（新設）
  - 山梨県南巨摩郡 増穂町+ 穂積村 = 南巨摩郡増穂町（編入）
  - 岐阜県恵那郡 鶴岡村+ 遠山村 = 恵那郡山岡町（新設/町制）
  - 岐阜県武儀郡 金山町+ 菅田町+ 益田郡 下原村+ 郡上郡 東村 = 益田郡金山町（新設）
  - 愛知県西加茂郡 猿投町+ 保見村+ 石野村 = 西加茂郡猿投町（新設）
  - 愛知県豊橋市+ 宝飯郡 前芝村+ 渥美郡 二川町+ 高豊村+ 老津村+ 八名郡 石巻村 = 豊橋市（編入）
  - 三重県南牟婁郡 上川村+ 入鹿村+ 西山村 = 南牟婁郡紀和町（新設/町制）
  - 三重県一志郡 久居町+ 桃園村+ 戸木村+ 七栗村+ 稲葉村+ 榊原村 = 一志郡久居町（新設）
  - 三重県上野市+ 名賀郡 神戸村 = 上野市（編入）
  - 三重県名賀郡 阿保町+ 上津村+ 種生村+ 矢持村 = 名賀郡青山町（新設）
  - 京都府与謝郡 三河内村+ 岩屋村+ 市場村+ 山田村+ 石川村 = 与謝郡野田川町（新設/町制）
  - 京都府北桑田郡 周山町+ 細野村+ 宇津村+ 山国村+ 黒田村+ 弓削村 = 北桑田郡京北町（新設）
  - 京都府竹野郡 弥栄村+ 野間村 = 竹野郡弥栄町（新設/町制）
  - 兵庫県佐用郡 佐用町+ 長谷村+ 平福町+ 石井村+ 江川村 = 佐用郡佐用町（新設）
  - 兵庫県加西郡 多加野村+ 西在田村+ 在田村 = 加西郡泉町（新設/町制）
  - 和歌山県伊都郡 見好村+ 天野村 = 伊都郡見好村（新設）
  - 和歌山県日高郡 龍神村+ 上山路村+ 中山路村+ 下山路村 = 日高郡龍神村（新設）
  - 岡山県川上郡 成羽町+ 中村 = 川上郡成羽町（新設）
  - 山口県萩市+ 阿武郡 三見村+ 大井村+ 六島村+ 見島村 = 萩市（編入）
  - 徳島県勝浦郡 横瀬町+ 生比奈村 = 勝浦郡勝浦町（新設）
  - 愛媛県北宇和郡 吉田町+ 奥南村+ 喜佐方村+ 立間村+ 高光村の一部+ 東宇和郡 玉津村 = 北宇和郡吉田町（新設）
  - 福岡県築上郡 西吉富村+ 南吉富村 = 築上郡新吉富村（新設）
  - 福岡県宗像郡 津屋崎町+ 勝浦村 = 宗像郡津屋崎町（新設）
  - 福岡県筑紫郡 太宰府町+ 水城村 = 筑紫郡太宰府町（新設）
  - 福岡県筑紫郡 二日市町+ 御笠村+ 筑紫村+ 山口村+ 山家村 = 筑紫郡筑紫野町（新設）
  - 福岡県三井郡 北野町+ 弓削村+ 大城村+ 金島村 = 三井郡北野町（新設）
  - 福岡県行橋市+ 京都郡 祓郷村の一部 = 行橋市（編入）
  - 福岡県京都郡 豊津村+ 祓郷村の一部 = 京都郡豊津町（新設/町制）
  - 福岡県京都郡 諫山村+ 久保村+ 黒田村 = 京都郡勝山町（新設/町制）
  - 佐賀県佐賀郡 東川副村+ 新北村 = 佐賀郡諸富町（新設/町制）
  - 佐賀県藤津郡 太良町+ 七浦村の一部 = 藤津郡太良町（編入）
  - 佐賀県鹿島市+ 藤津郡 七浦村の一部 = 鹿島市（編入）
  - 長崎県下県郡 鶏知町+ 船越村 = 下県郡美津島町（新設）
  - 熊本県下益城郡 杉上村+ 隈庄町+ 豊田村 = 下益城郡城南町（新設）
  - 熊本県玉名郡 木葉村+ 山北村 = 玉名郡玉東村（新設）
  - 大分県玖珠郡 森町+ 玖珠町+ 北山田村+ 八幡村 = 玖珠郡玖珠町（新設）
- 3月3日
  - 茨城県鹿島郡 夏海村+ 大谷村+ 諏訪村 = 鹿島郡旭村（新設）
  - 滋賀県近江八幡市+ 野洲郡 北里村 = 近江八幡市（編入）
  - 兵庫県城崎郡 奥竹野村+ 中竹野村+ 竹野村+ 三椒村 = 城崎郡竹野村（新設）
  - 島根県仁多郡 温泉村+ 大原郡 木次町+ 日登村 = 大原郡雲南木次町（新設）
- 3月5日
  - 山梨県北巨摩郡 塩崎村+ 登美村 = 北巨摩郡双葉町（新設/町制）
- 3月10日
  - 青森県北津軽郡 板柳町+ 小阿弥村+ 沿川村+ 南津軽郡 畑岡村 = 北津軽郡板柳町（新設）
  - 岩手県二戸郡 福岡町+ 石切所村+ 斗米村+ 爾薩体村+ 御返地村 = 二戸郡福岡町（新設）
  - 福島県石城郡 四倉町+ 大浦村+ 大野村 = 石城郡四倉町（新設）
  - 福島県安積郡 穂積村+ 三和村+ 安積町の一部 = 安積郡三穂田村（新設）
  - 福島県東白川郡 塙町+ 笹原村 = 東白川郡塙笹原町（新設）
  - 福島県須賀川市+ 岩瀬郡 仁井田村 = 須賀川市（編入）
  - 群馬県甘楽郡 下仁田町+ 馬山村+ 小坂村+ 西牧村+ 青倉村 = 甘楽郡下仁田町（新設）
  - 埼玉県北足立郡 桶川町+ 川田谷村 = 北足立郡桶川町（新設）
  - 千葉県印旛郡 宗像村+ 六合村 = 印旛郡印旛村（新設）
  - 千葉県印旛郡 千代田町+ 旭村 = 印旛郡四街道町（新設）
  - 千葉県安房郡 勝山町+ 佐久間村 = 安房郡勝山町（新設）
  - 石川県鳳至郡 穴水町+ 諸橋村 = 鳳至郡穴水町（編入）
  - 愛知県幡豆郡 横須賀村+ 吉田町 = 幡豆郡吉良町（新設）
  - 兵庫県宝塚市+ 川辺郡 長尾村 = 宝塚市（編入）
  - 奈良県生駒郡 生駒町+ 南生駒村 = 生駒郡生駒町（編入）
  - 島根県松江市+ 八束郡 本庄村+ 古江村 = 松江市（編入）
  - 福岡県甘木市+ 朝倉郡 高木村 = 甘木市（編入）
  - 福岡県筑後市+ 三潴郡 西牟田町 = 筑後市（編入）
- 3月14日
  - 兵庫県宝塚市+ 川辺郡 西谷村 = 宝塚市（編入）
- 3月15日
  - 茨城県古河市+ 猿島郡 新郷村 = 古河市（編入）
  - 茨城県鹿島郡 巴村+ 徳宿村+ 鉾田町+ 新宮村+ 行方郡 秋津村 = 鹿島郡鉾田町（新設）
  - 群馬県甘楽郡 尾沢村+ 月形村+ 磐戸村 = 甘楽郡南牧村（新設）
  - 千葉県安房郡 豊田村+ 丸村+ 千倉町の一部 = 安房郡丸山町（新設/町制）
  - 三重県一志郡 家城町+ 川口村+ 大三村+ 倭村+ 八ツ山村 = 一志郡白山町（新設）
  - 三重県一志郡 中郷村+ 豊地村+ 中川村+ 豊田村+ 中原村+ 宇気郷村の一部 = 一志郡嬉野町（新設/町制）
  - 三重県松阪市+ 一志郡 宇気郷村の一部 = 松阪市（編入）
  - 三重県一志郡 竹原村+ 八知村+ 太郎生村+ 伊勢地村+ 八幡村+ 多気村+ 下之川村 = 一志郡美杉村（新設）
  - 奈良県奈良市+ 添上郡 辰市村+ 五ヶ谷村+ 帯解町+ 明治村+ 生駒郡 富雄町+ 伏見町 = 奈良市（編入）
  - 和歌山県田辺市+ 西牟婁郡 西富田村 = 田辺市（編入）
  - 和歌山県西牟婁郡 白浜町+ 南富田村 = 西牟婁郡白浜町（編入）
  - 香川県大川郡 大内町+ 三本松町 = 大川郡大内町（新設）
- 3月16日
  - 茨城県猿島郡 勝鹿村+ 岡郷村+ 桜井村+ 香取村 = 猿島郡総和村（新設）
  - 茨城県猿島郡 境町+ 長田村+ 猿島村+ 森戸村+ 静村 = 猿島郡境町（新設）
  - 群馬県甘楽郡 小幡町+ 秋畑村 = 甘楽郡小幡町（新設）
  - 滋賀県蒲生郡 日野町+ 東桜谷村+ 西桜谷村+ 西大路村+ 鎌掛村+ 南比都佐村+ 北比都佐村 = 蒲生郡日野町（新設）
  - 徳島県那賀郡 富岡町+ 見能林村 = 那賀郡富岡町（編入）
- 3月19日
  - 福井県福井市+ 吉田郡 中藤島村 = 福井市（編入）
- 3月20日
  - 青森県三戸郡 三戸町+ 留崎村+ 斗川村+ 猿辺村 = 三戸郡三戸町（新設）
  - 福島県信夫郡 松川町+ 金谷川村+ 水原村 = 信夫郡松川町（新設）
  - 群馬県甘楽郡 妙義町+ 高田村 = 甘楽郡妙義町（新設）
  - 埼玉県北埼玉郡 騎西町+ 高柳村 = 北埼玉郡騎西町（編入）
  - 埼玉県児玉郡 児玉町+ 金屋村+ 秋平村+ 本泉村 = 児玉郡児玉町（新設）
  - 千葉県市原郡 五井町+ 千種村 = 市原郡五井町（新設）
  - 山梨県中巨摩郡 稲積村+ 三町村 = 中巨摩郡玉穂村（新設）
  - 兵庫県氷上郡 黒井町+ 春日部村+ 大路村+ 国領村+ 船城村 = 氷上郡春日町（新設）
  - 兵庫県氷上郡 竹田村+ 前山村+ 吉見村+ 鴨庄村+ 美和村 = 氷上郡市島町（新設/町制）
  - 香川県綾歌郡 端岡村+ 山内村 = 綾歌郡国分寺町（新設/町制）
  - 長崎県下県郡 仁位村+ 奴加岳村 = 下県郡豊玉村（新設）
  - 大分県直入郡 久住町+ 都野村 = 直入郡久住都町（新設）
- 3月21日
  - 宮城県桃生郡 中津山村+ 桃生村 = 桃生郡桃生町（新設/町制）
  - 宮城県桃生郡 飯野川町+ 大谷地村+ 大川村+ 二俣村 = 桃生郡河北町（新設）
  - 宮城県桃生郡 広淵村+ 須江村+ 北村+ 前谷地村+ 鹿又村 = 桃生郡河南町（新設/町制）
  - 三重県一志郡 米ノ庄村+ 天白村+ 鵲村+ 小野江村 = 一志郡三雲村（新設）
  - 徳島県三好郡 昼間町+ 足代村 = 三好郡三好町（新設）
  - 愛媛県東宇和郡 俵津村+ 狩江村 = 東宇和郡豊海村（新設）
- 3月22日
  - 兵庫県津名郡 仁井村+ 野島村+ 富島町+ 浅野村+ 育波村+ 室津村 = 津名郡北淡町（新設）
  - 島根県出雲市+ 簸川郡 朝山村+ 稗原村+ 上津村 = 出雲市（編入）
- 3月25日
  - 秋田県山本郡 二ツ井町+ 種梅村+ 荷上場村+ 富根村 = 山本郡二ツ井町（新設）
  - 群馬県伊勢崎市+ 佐波郡 豊受村+ 名和村+ 宮郷村 = 伊勢崎市（編入）
  - 石川県珠洲郡 小木町+ 鳳至郡 宇出津町+ 三波村+ 神野村の一部 = 鳳至郡能都町（新設）
  - 石川県鳳至郡 柳田村+ 神野村の一部 = 鳳至郡柳田村（編入）
  - 兵庫県揖保郡 林田村+ 伊勢村 = 揖保郡林田町（新設/町制）
  - 兵庫県赤穂郡 上郡町+ 高田村+ 鞍居村+ 船坂村+ 赤松村 = 赤穂郡上郡町（新設）
  - 兵庫県佐用郡 幕山村+ 西庄村 = 佐用郡上月町（新設/町制）
  - 兵庫県城崎郡 国府村+ 八代村+ 日高町+ 三方村+ 西気村+ 清滝村 = 城崎郡日高町（新設）
  - 兵庫県城崎郡 奥佐津村+ 口佐津村+ 香住町+ 長井村+ 余部村 = 城崎郡香住町（新設）
  - 島根県益田市+ 美濃郡 鎌手村+ 種村+ 真砂村+ 二条村+ 美濃村 = 益田市（編入）
- 3月26日
  - 宮城県牡鹿郡 鮎川町+ 大原村 = 牡鹿郡牡鹿町（新設）
  - 徳島県那賀郡 橘町+ 福井村+ 椿町+ 新野町 = 那賀郡橘町（新設）
- 3月28日
  - 岐阜県郡上郡 山田村+ 弥富村+ 西川村 = 郡上郡大和村（新設）
  - 静岡県榛原郡 川崎町+ 坂部村+ 勝間田村 = 榛原郡榛原町（新設）
  - 鳥取県八頭郡 国英村+ 河原町+ 八上村+ 西郷村+ 散岐村 = 八頭郡河原町（新設）
  - 大分県大野郡 長谷村+ 犬飼町+ 戸上村 = 大野郡犬飼町（新設）
  - 大分県大野郡 野津町+ 川登村+ 南野津村 = 大野郡野津町（新設）
- 3月30日
  - 青森県西津軽郡 木造町+ 越水村+ 柴田村+ 川除村+ 出精村+ 舘岡村+ 鳴沢村の一部 = 西津軽郡木造町（新設）
  - 宮城県本吉郡 十三浜村+ 桃生郡 橋浦村 = 桃生郡北上村（新設）
  - 宮城県本吉郡 津谷町+ 大谷村+ 小泉村 = 本吉郡本吉町（新設）
  - 千葉県東葛飾郡 風早村+ 手賀村 = 東葛飾郡沼南村（新設）
  - 千葉県君津郡 大貫町+ 佐貫町 = 君津郡大佐和町（新設）
  - 山梨県北巨摩郡 長坂町+ 小泉村 = 北巨摩郡長坂町（編入）
  - 兵庫県加西郡 九会村+ 富合村 = 加西郡加西町（新設/町制）
  - 鳥取県西伯郡 天津村+ 大国村+ 法勝寺村+ 上長田村+ 東長田村 = 西伯郡西伯町（新設/町制）
- 3月31日
  - 青森県北津軽郡 相内村+ 脇元村+ 西津軽郡 十三村 = 北津軽郡市浦村（新設）
  - 青森県東津軽郡 小湊町+ 東平内村+ 西平内村 = 東津軽郡平内町（新設）
  - 青森県東津軽郡 今別村+ 一本木村 = 東津軽郡今別町（新設/町制）
  - 青森県西津軽郡 鰺ヶ沢町+ 赤石村+ 中村+ 舞戸村+ 鳴沢村 = 西津軽郡鰺ヶ沢町（新設）
  - 宮城県志田郡 三本木町+ 下伊場野村の一部 = 志田郡三本木町（新設）
  - 宮城県志田郡 松山町+ 下伊場野村の一部 = 志田郡松山町（新設）
  - 秋田県由利郡 直根村+ 川内村+ 笹子村 = 由利郡鳥海村（新設）
  - 秋田県由利郡 象潟町+ 上浜村+ 上郷村 = 由利郡象潟町（新設）
  - 秋田県由利郡 平沢町+ 院内村+ 小出村 = 由利郡仁賀保町（新設）
  - 秋田県山本郡 藤琴村+ 粕毛村 = 山本郡藤里村（新設）
  - 秋田県鹿角郡 毛馬内町+ 錦木村 = 鹿角郡十和田町（新設）
  - 秋田県仙北郡 畑屋村+ 千屋村 = 仙北郡千畑村（新設）
  - 秋田県仙北郡 長野町+ 清水村+ 豊川村+ 豊岡村 = 仙北郡中仙町（新設）
  - 秋田県仙北郡 神宮寺町+ 北楢岡村 = 仙北郡神岡町（新設）
  - 秋田県大館市+ 北秋田郡 十二所町 = 大館市（編入）
  - 秋田県南秋田郡 五城目町+ 馬場目村+ 富津内村+ 内川村+ 大川村 = 南秋田郡五城目町（新設）
  - 秋田県仙北郡 角館町+ 中川村+ 雲沢村+ 白岩村 = 仙北郡角館町（新設）
  - 秋田県仙北郡 横堀村+ 高梨村 = 仙北郡仙北村（新設）
  - 秋田県仙北郡 横沢村+ 長信田村 = 仙北郡太田村（新設）
  - 秋田県仙北郡 南楢岡村+ 外小友村 = 仙北郡南外村（新設）
  - 秋田県仙北郡 荒川村+ 峰吉川村+ 淀川村+ 河辺郡 船岡村 = 仙北郡協和村（新設）
  - 秋田県河辺郡 和田町+ 岩見三内村+ 豊島村 = 河辺郡河辺町（新設）
  - 秋田県北秋田郡 上大野村+ 下大野村+ 落合村+ 下小阿仁村 = 北秋田郡合川町（新設/町制）
  - 秋田県北秋田郡 扇田町+ 東館村+ 西館村+ 大葛村 = 北秋田郡比内町（新設）
  - 福島県安積郡 月形村+ 中野村+ 三代村+ 福良村+ 赤津村 = 安積郡湖南村（新設）
  - 福島県信夫郡 飯坂町+ 平野村+ 中野村+ 伊達郡 湯野町+ 東湯野村+ 茂庭村 = 信夫郡飯坂町（新設）
  - 福島県安達郡 玉井村+ 大山村 = 安達郡大玉村（新設）
  - 福島県岩瀬郡 長沼町+ 桙衝村 = 岩瀬郡長沼町（新設）
  - 福島県岩瀬郡 白方村+ 白江村 = 岩瀬郡岩瀬村（新設）
  - 福島県河沼郡 新郷村+ 千咲村+ 高寺村+ 耶麻郡 山郷村 = 河沼郡高郷村（新設）
  - 福島県河沼郡 柳津町+ 大沼郡 西山村 = 河沼郡柳津町（新設）
  - 福島県大沼郡 高田町+ 永井野村+ 旭村+ 藤川村+ 赤沢村+ 尾岐村+ 東尾岐村 = 大沼郡会津高田町（新設）
  - 福島県大沼郡 川口村+ 本名村+ 沼沢村+ 横田村 = 大沼郡金山村（新設）
  - 福島県石川郡 石川町+ 沢田村+ 山橋村+ 中谷村+ 母畑村+ 野木沢村 = 石川郡石川町（新設）
  - 福島県石川郡 泉村+ 須釜村 = 石川郡玉川村（新設）
  - 福島県石川郡 小平村+ 蓬田村 = 石川郡平田村（新設）
  - 福島県東白川郡 竹貫村+ 宮本村 = 東白川郡古殿村（新設）
  - 福島県双葉郡 富岡町+ 双葉町 = 双葉郡富岡町（新設）
  - 福島県岩瀬郡 広戸村+ 牧本村+ 湯本村+ 大里村 = 岩瀬郡天栄村（新設）
  - 福島県東白川郡 塙笹原町+ 石井村+ 高城村の一部 = 東白川郡塙町（新設）
  - 福島県東白川郡 高城村の一部+ 豊里村 = 東白川郡矢祭村（新設）
  - 福島県石城郡 上遠野村+ 入遠野村 = 石城郡遠野町（新設/町制）
  - 福島県西白河郡 矢吹町+ 中畑村+ 三神村+ 岩瀬郡 広戸村の一部 = 西白河郡矢吹町（境界変更/新設）
  - 福島県福島市+ 信夫郡 大笹生村+ 笹谷村+ 荒井村+ 土湯村+ 吉井田村+ 伊達郡 霊山町の一部 = 福島市（編入）
  - 福島県信夫郡 松川町+ 安達郡 下川崎村 = 信夫郡松川町（編入）
  - 福島県郡山市+ 安積郡 大槻町 = 郡山市（編入）
  - 茨城県行方郡 麻生町+ 太田村+ 大和村+ 行方村+ 小高村 = 行方郡麻生町（新設）
  - 茨城県那珂郡 神崎村+ 額田村+ 菅谷町+ 五台村+ 戸多村+ 芳野村+ 木崎村 = 那珂郡那珂町（新設）
  - 茨城県東茨城郡 中妻村+ 下中妻村+ 鯉淵村の一部 = 東茨城郡内原村（新設）
  - 茨城県西茨城郡 友部町+ 東茨城郡 鯉淵村の一部 = 西茨城郡友部町（編入）
  - 茨城県東茨城郡 下大野村+ 稲荷村+ 大場村 = 東茨城郡常澄村（新設）
  - 茨城県那珂郡 大場村+ 上野村+ 大宮町+ 大賀村+ 玉川村+ 静村の一部+ 久慈郡 世喜村の一部 = 那珂郡大宮町（新設）
  - 茨城県那珂郡 瓜連町+ 静村の一部 = 那珂郡瓜連町（新設）
  - 茨城県那珂郡 山方町+ 久慈郡 世喜村の一部 = 那珂郡山方町（編入）
  - 茨城県新治郡 田余村+ 玉川村 = 新治郡玉里村（新設）
  - 茨城県那珂郡 石神村+ 村松村 = 那珂郡東海村（新設）
  - 茨城県西茨城郡 岩瀬町+ 北那珂村+ 東那珂村 = 西茨城郡岩瀬町（新設）
  - 茨城県筑波郡 谷田部町+ 島名村+ 葛城村+ 小野川村+ 真瀬村の一部 = 筑波郡谷田部町（新設）
  - 茨城県水海道市+ 筑波郡 真瀬村の一部 = 水海道市（編入）
  - 茨城県鹿島郡 大同村+ 中野村 = 鹿島郡大野村（新設）
  - 茨城県鹿島郡 白鳥村+ 上島村 = 鹿島郡大洋村（新設）
  - 茨城県久慈郡 大子町+ 宮川村+ 黒沢村+ 依上村+ 佐原村+ 袋田村+ 生瀬村+ 上小川村+ 下小川村の一部 = 久慈郡大子町（新設）
  - 茨城県那珂郡 山方町+ 久慈郡 下小川村の一部 = 那珂郡山方町（編入）
  - 栃木県佐野市+ 安蘇郡 赤見町 = 佐野市（編入）
  - 栃木県足利郡 御厨町+ 筑波村+ 久野村+ 梁田村 = 足利郡御厨町（新設）
  - 栃木県下都賀郡 藤岡町+ 部屋村+ 赤麻村+ 三鴨村 = 下都賀郡藤岡町（新設）
  - 栃木県足利郡 三和村+ 小俣町+ 葉鹿町 = 足利郡坂西町（新設）
  - 群馬県邑楽郡 富永村+ 永楽村+ 長柄村 = 邑楽郡千代田村（新設）
  - 千葉県君津郡 青堀町+ 飯野村+ 富津町 = 君津郡富津町（新設）
  - 千葉県市原郡 市西村+ 養老村 = 市原郡三和町（新設/町制）
  - 千葉県市原郡 八幡町+ 菊間村 = 市原郡市原町（新設）
  - 千葉県君津郡 秋元村+ 三島村 = 君津郡清和村（新設）
  - 千葉県君津郡 小糸村+ 中村 = 君津郡小糸町（新設/町制）
  - 千葉県君津郡 湊町+ 天神山村+ 竹岡村+ 金谷村 = 君津郡天羽町（新設）
  - 千葉県安房郡 富浦町+ 八束村 = 安房郡富浦町（新設）
  - 千葉県安房郡 和田町+ 北三原村 = 安房郡和田町（新設）
  - 千葉県千葉郡 白井村+ 更科村 = 千葉郡泉町（新設/町制）
  - 千葉県山武郡 片貝町+ 豊海町+ 鳴浜村の一部 = 山武郡九十九里町（新設）
  - 千葉県山武郡 成東町+ 鳴浜村の一部 = 山武郡成東町（編入）
  - 千葉県君津郡 昭和町+ 長浦村+ 根形村の一部 = 君津郡袖ケ浦町（新設）
  - 千葉県君津郡 平川町+ 根形村の一部 = 君津郡平川町（編入）
  - 千葉県君津郡 馬来田村+ 富岡村の一部 = 君津郡富来田町（新設/町制）
  - 千葉県君津郡 平川町+ 富岡村の一部 = 君津郡平川町（編入）
  - 千葉県夷隅郡 大原町+ 東海村+ 東村+ 布施村の一部+ 浪花村の一部 = 夷隅郡大原町（新設）
  - 千葉県夷隅郡 御宿町+ 布施村の一部+ 浪花村の一部 = 夷隅郡御宿町（新設）
  - 千葉県安房郡 江見町+ 曽呂村+ 太海村 = 安房郡江見町（新設）
  - 千葉県安房郡 大山村+ 吉尾村+ 主基村 = 安房郡長狭町（新設/町制）
  - 千葉県市川市+ 東葛飾郡 行徳町 = 市川市（編入）
  - 新潟県西蒲原郡 岩室村+ 間瀬村 = 西蒲原郡岩室村（新設）
  - 新潟県佐渡郡 真野町+ 西三川村の一部 = 佐渡郡真野町（新設）
  - 新潟県佐渡郡 羽茂村+ 西三川村の一部 = 佐渡郡羽茂村（新設）
  - 新潟県中蒲原郡 村松町+ 大蒲原村+ 川内村+ 十全村+ 菅名村の一部 = 中蒲原郡村松町（新設）
  - 新潟県五泉市+ 中蒲原郡 菅名村の一部 = 五泉市（編入）
  - 新潟県南魚沼郡 湯沢村+ 神立村+ 土樽村+ 三俣村+ 三国村 = 南魚沼郡湯沢町（新設/町制）
  - 新潟県北蒲原郡 聖籠村+ 亀代村 = 北蒲原郡聖籠村（新設）
  - 新潟県北蒲原郡 紫雲寺村+ 松塚村の一部 = 北蒲原郡紫雲寺町（新設/町制）
  - 新潟県北蒲原郡 築地村+ 松塚村の一部 = 北蒲原郡築地村（編入）
  - 新潟県中蒲原郡 新飯田村+ 庄瀬村+ 臼井村+ 大郷村+ 鷲巻村+ 根岸村+ 白根町+ 小林村+ 茨曾根村 = 中蒲原郡白根町（新設）
  - 新潟県東頸城郡 松之山村+ 浦田村 = 東頸城郡松之山村（新設）
  - 新潟県北蒲原郡 中浦村+ 本田村 = 北蒲原郡福島村（新設）
  - 新潟県三島郡 脇野町+ 大津村の一部 = 三島郡三島町（新設）
  - 新潟県三島郡 与板町+ 黒川村+ 大津村の一部 = 三島郡与板町（新設）
  - 新潟県西蒲原郡 四ツ合村+ 大原村 = 西蒲原郡潟東村（新設）
  - 新潟県西蒲原郡 鎧郷村+ 曾根町 = 西蒲原郡西川町（新設）
  - 新潟県佐渡郡 畑野村+ 松ヶ崎村 = 佐渡郡畑野村（新設）
  - 新潟県新発田市+ 北蒲原郡 五十公野村+ 松浦村+ 米倉村+ 赤谷村+ 川東村+ 菅谷村 = 新発田市（編入）
  - 新潟県北蒲原郡 葛塚町+ 木崎村+ 岡方村 = 北蒲原郡豊栄町（新設）
  - 新潟県南蒲原郡 長沢村+ 森町村+ 鹿峠村 = 南蒲原郡下田村（新設）
  - 新潟県岩船郡 黒川俣村+ 八幡村+ 大川谷村+ 中俣村+ 下海府村 = 岩船郡山北村（新設）
  - 新潟県三島郡 桐島村+ 島田村 = 三島郡和島村（新設）
  - 新潟県三島郡 来迎寺村+ 岩塚村+ 塚山村+ 古志郡 石津村 = 三島郡越路町（新設/町制）
  - 新潟県栃尾市+ 古志郡 入東谷村+ 西谷村 = 栃尾市（編入）
  - 新潟県北魚沼郡 広瀬村+ 藪神村 = 北魚沼郡広神村（新設）
  - 新潟県中魚沼郡 田沢村+ 倉俣村 = 中魚沼郡中里村（新設）
  - 新潟県東頸城郡 菱里村+ 小黒村+ 安塚村の一部 = 東頸城郡安塚村（新設）
  - 新潟県東頸城郡 安塚村の一部+ 下保倉村 = 東頸城郡浦川原村（新設）
  - 新潟県東頸城郡 大島村+ 保倉村+ 旭村 = 東頸城郡大島村（新設）
  - 新潟県中頸城郡 菅原村+ 櫛池村 = 中頸城郡清里村（新設）
  - 新潟県中頸城郡 吉川村+ 源村+ 旭村の一部 = 中頸城郡吉川町（新設/町制）
  - 新潟県中頸城郡 潟町村+ 旭村の一部 = 中頸城郡潟町村（編入）
  - 新潟県中頸城郡 関山村+ 大鹿村+ 豊葦村+ 原通村の一部 = 中頸城郡妙高村（新設）
  - 新潟県新井市+ 中頸城郡 原通村の一部 = 新井市（編入）
  - 福井県坂井郡 長畝村+ 丸岡町+ 竹田村+ 高椋村+ 鳴鹿村+ 磯部村 = 坂井郡丸岡町（新設）
  - 福井県足羽郡 酒生村+ 一乗谷村+ 上文殊村+ 下文殊村+ 六条村 = 足羽郡足羽村（新設）
  - 福井県吉田郡 松岡町+ 吉野村+ 五領ヶ島村 = 吉田郡松岡町（新設）
  - 福井県坂井郡 鶉村+ 本郷村+ 棗村+ 鷹巣村 = 坂井郡川西村（新設）
  - 福井県坂井郡 大石村+ 春江町 = 坂井郡春江町（新設）
  - 福井県坂井郡 芦原町+ 本荘村+ 北潟村 = 坂井郡芦原町（新設）
  - 福井県坂井郡 東十郷村+ 兵庫村+ 大関村 = 坂井郡坂井村（新設）
  - 福井県丹生郡 朝日町+ 糸生村 = 丹生郡朝日町（新設）
  - 福井県今立郡 粟田部町+ 南中山村+ 服間村 = 今立郡粟田部町（新設）
  - 山梨県北巨摩郡 若神子村+ 穂足村+ 多麻村+ 津金村 = 北巨摩郡須玉町（新設/町制）
  - 山梨県東八代郡 柏村+ 右左口村 = 東八代郡中道町（新設/町制）
  - 長野県上水内郡 新町+ 更級郡 日原村+ 信級村 = 上水内郡信州新町（新設）
  - 静岡県志太郡 吉永村+ 相川村+ 静浜村 = 志太郡大井川町（新設/町制）
  - 静岡県榛原郡 御前崎村+ 白羽村 = 榛原郡御前崎町（新設/町制）
  - 静岡県小笠郡 池新田町+ 比木村+ 朝比奈村+ 新野村+ 佐倉村 = 小笠郡浜岡町（新設）
  - 静岡県賀茂郡 松崎町+ 中川村 = 賀茂郡松崎町（新設）
  - 静岡県磐田郡 富岡村+ 井通村 = 磐田郡豊田村（新設）
  - 静岡県浜松市+ 引佐郡 都田村+ 浜名郡 神久呂村 = 浜松市（編入）
  - 静岡県小笠郡 菊川町+ 河城村 = 小笠郡菊川町（編入）
  - 静岡県賀茂郡 下田町+ 稲生沢村+ 稲梓村+ 浜崎村+ 朝日村+ 白浜村 = 賀茂郡下田町（新設）
  - 静岡県磐田郡 幸浦村+ 東浅羽村+ 西浅羽村+ 上浅羽村 = 磐田郡浅羽村（新設）
  - 静岡県磐田郡 袋井町+ 三川村 = 磐田郡袋井町（編入）
  - 静岡県磐田郡 福田町+ 豊浜村 = 磐田郡福田町（新設）
  - 静岡県引佐郡 三ケ日町+ 東浜名村 = 引佐郡三ケ日町（新設）
  - 静岡県志太郡 岡部町+ 朝比奈村 = 志太郡岡部町（新設）
  - 三重県多気郡 相可町+ 佐奈村+ 津田村 = 多気郡多気町（新設）
  - 滋賀県伊香郡 高月町+ 七郷村 = 伊香郡高月町（編入）
  - 京都府天田郡 菟原村+ 細見村+ 川合村 = 天田郡三和村（新設）
  - 兵庫県加東郡 中東条村+ 上東条村 = 加東郡東条町（新設/町制）
  - 兵庫県洲本市+ 津名郡 中川原村+ 安乎村+ 由良町 = 洲本市（編入）
  - 兵庫県加東郡 社町+ 福田村+ 米田村+ 上福田村+ 鴨川村 = 加東郡社町（新設）
  - 兵庫県津名郡 尾崎村+ 郡家町+ 多賀村+ 江井町 = 津名郡一宮町（新設）
  - 兵庫県加古郡 加古村+ 母里村+ 天満村 = 加古郡稲美町（新設/町制）
  - 兵庫県神崎郡 越知谷村+ 大山村+ 粟賀村 = 神崎郡神崎町（新設/町制）
  - 兵庫県神崎郡 寺前村+ 長谷村 = 神崎郡大河内町（新設/町制）
  - 兵庫県佐用郡 大広村+ 三日月町 = 佐用郡三日月町（新設）
  - 兵庫県養父郡 口大屋村+ 大屋村+ 南谷村+ 西谷村 = 養父郡大屋町（新設/町制）
  - 兵庫県朝来郡 和田山町+ 東河村 = 朝来郡和田山町（新設）
  - 兵庫県養父郡 糸井村+ 大蔵村 = 養父郡南但町（新設/町制）
  - 和歌山県西牟婁郡 周参見町+ 大都河村+ 佐本村+ 三舞村の一部 = 西牟婁郡すさみ町（境界変更/新設）
  - 和歌山県那賀郡 中貴志村+ 東貴志村+ 西貴志村+ 丸栖村 = 那賀郡貴志川町（新設/町制）
  - 和歌山県伊都郡 大谷村+ 四郷村+ 笠田町 = 伊都郡伊都町（新設）
  - 和歌山県伊都郡 九度山町+ 河根村 = 伊都郡九度山町（新設）
  - 鳥取県八頭郡 大村+ 用瀬町+ 社村 = 八頭郡用瀬町（新設）
  - 鳥取県気高郡 青谷町+ 日置村 = 気高郡青谷町（編入）
  - 鳥取県日野郡 八郷村+ 西伯郡 大幡村+ 幡郷村の一部 = 西伯郡岸本町（新設/町制）
  - 鳥取県西伯郡 手間村+ 幡郷村の一部 = 西伯郡手間村（編入）
  - 岡山県和気郡 鶴山村+ 香登町+ 備前町+ 伊里町+ 邑久郡 鶴山村 = 和気郡備前町（新設）
  - 岡山県和気郡 日生町+ 福河村 = 和気郡日生町（新設）
  - 岡山県御津郡 野谷村+ 馬屋上村 = 御津郡津高村（新設）
  - 岡山県邑久郡 美和村+ 国府村+ 行幸村 = 邑久郡長船町（新設/町制）
  - 岡山県苫田郡 久田村+ 泉村 = 苫田郡苫田村（新設）
  - 岡山県御津郡 津賀村+ 長田村+ 円城村+ 豊岡村+ 新山村 = 御津郡加茂川町（新設/町制）
  - 岡山県和気郡 山田村+ 塩田村+ 赤磐郡 佐伯村 = 和気郡佐伯町（新設/町制）
  - 広島県安佐郡 深川村+ 狩小川村+ 落合村+ 口田村 = 安佐郡高陽町（新設/町制）
  - 広島県山県郡 大朝町+ 新庄村 = 山県郡大朝町（新設）
  - 広島県高田郡 刈田村+ 根野村 = 高田郡八千代村（新設）
  - 広島県賀茂郡 竹原町+ 荘野村+ 豊田郡 田万里村 = 賀茂郡竹原町（新設）
  - 広島県賀茂郡 西条町+ 郷田村+ 板城村の一部 = 賀茂郡西条町（編入）
  - 広島県賀茂郡 黒瀬町+ 板城村の一部 = 賀茂郡黒瀬町（編入）
  - 広島県豊田郡 河内町+ 戸野村+ 豊田村の一部 = 豊田郡河内町（新設）
  - 広島県豊田郡 椹梨村+ 大草村+ 豊田村の一部+ 世羅郡 神田村 = 豊田郡大和町（新設/町制）
  - 広島県豊田郡 西野村+ 中野村 = 豊田郡大崎町（新設/町制）
  - 広島県豊田郡 木江町+ 大崎南村 = 豊田郡木江町（新設）
  - 広島県賀茂郡 高屋村+ 豊田郡 小谷村 = 賀茂郡高屋町（編入/町制）
  - 広島県沼隈郡 横島村+ 田島村 = 沼隈郡内海町（新設/町制）
  - 広島県深安郡 大津野村+ 坪生村+ 春日村 = 深安郡深安町（新設/町制）
  - 広島県深安郡 山野村+ 広瀬村+ 加茂村 = 深安郡加茂町（新設/町制）
  - 広島県沼隈郡 千年村+ 山南村 = 沼隈郡沼隈町（新設/町制）
  - 広島県安佐郡 鈴張村+ 飯室村+ 小河内村+ 日浦村+ 久地村 = 安佐郡安佐町（新設/町制）
  - 広島県安佐郡 可部町+ 亀山村+ 三入村+ 大林村 = 安佐郡可部町（新設）
  - 広島県世羅郡 津久志村の一部+ 小国村+ 津名村の一部+ 吉川村の一部 = 世羅郡世羅西町（新設/町制）
  - 広島県双三郡 板木村+ 世羅郡 津名村の一部+ 上山村の一部 = 双三郡三和町（新設/町制）
  - 広島県豊田郡 豊栄町+ 世羅郡 吉川村の一部+ 上山村の一部 = 豊田郡豊栄町（編入）
  - 広島県芦品郡 阿字村+ 大正村 = 芦品郡協和村（新設/改称）
  - 広島県甲奴郡 領家村+ 田総村 = 甲奴郡総領町（新設/町制）
  - 広島県神石郡 神石町+ 永渡村 = 神石郡神石町（編入）
  - 広島県神石郡 来見村+ 小畠村+ 高蓋村 = 神石郡三和町（新設/町制）
  - 広島県甲奴郡 甲奴村+ 上川村の一部 = 甲奴郡甲奴町（新設/町制）
  - 広島県双三郡 吉舎町+ 甲奴郡 上川村の一部 = 双三郡吉舎町（編入）
  - 徳島県阿波郡 八幡町+ 市場町+ 大俣村 = 阿波郡市場町（新設）
  - 徳島県美馬郡 穴吹町+ 口山村+ 古宮村+ 三島村 = 美馬郡穴吹町（新設）
  - 徳島県名西郡 石井町+ 浦庄村+ 高川原村+ 高原村+ 藍畑村 = 名西郡石井町（新設）
  - 徳島県海部郡 鞆奥町+ 川西村 = 海部郡海部町（新設）
  - 徳島県海部郡 浅川村+ 川東村+ 川上村 = 海部郡海南町（新設/町制）
  - 徳島県阿波郡 久勝町+ 伊沢村+ 林町 = 阿波郡阿波町（新設）
  - 徳島県徳島市+ 板野郡 川内村 = 徳島市（編入）
  - 徳島県名西郡 阿野村+ 神領村+ 鬼籠野村+ 下分上山村+ 上分上山村 = 名西郡神山町（新設/町制）
  - 徳島県板野郡 御所村+ 阿波郡 土成村 = 板野郡土成町（新設/町制）
  - 徳島県板野郡 大山村+ 松島町+ 名西郡 高志村 = 板野郡上板町（新設）
  - 香川県三豊郡 桑山村+ 比地大村+ 笠田村+ 上高野村+ 本山村 = 三豊郡豊中村（新設）
  - 香川県三豊郡 上高瀬村+ 勝間村+ 比地二村+ 二ノ宮村+ 麻村 = 三豊郡高瀬町（新設/町制）
  - 愛媛県西宇和郡 喜須来村+ 川之石町+ 宮内村+ 磯津村 = 西宇和郡保内町（新設）
  - 愛媛県上浮穴郡 参川村+ 小田町村+ 田渡村 = 上浮穴郡小田町（新設/町制）
  - 愛媛県伊予郡 砥部町+ 原町村 = 伊予郡砥部町（新設）
  - 愛媛県伊予郡 松前町+ 北伊予村+ 岡田村 = 伊予郡松前町（新設）
  - 愛媛県温泉郡 浅海村+ 立岩村+ 河野村+ 粟井村+ 北条町 = 温泉郡北条町（新設）
  - 愛媛県越智郡 瀬戸崎村+ 盛口村 = 越智郡上浦村（新設）
  - 愛媛県越智郡 鏡村+ 宮浦村 = 越智郡大三島町（新設/町制）
  - 愛媛県上浮穴郡 仕七川村+ 弘形村+ 中津村の一部 = 上浮穴郡美川村（新設）
  - 愛媛県上浮穴郡 柳谷村+ 中津村の一部 = 上浮穴郡柳谷村（編入）
  - 愛媛県伊予郡 上灘町+ 下灘村 = 伊予郡双海町（新設）
  - 愛媛県宇和島市+ 北宇和郡 高光村+ 三浦村 = 宇和島市（編入）
  - 愛媛県北宇和郡 好藤村+ 愛治村+ 三島村+ 泉村+ 近永町 = 北宇和郡広見町（新設）
  - 愛媛県西宇和郡 神松名村+ 三崎村 = 西宇和郡三崎町（新設/町制）
  - 愛媛県越智郡 大井村+ 小西村 = 越智郡大西町（新設/町制）
  - 愛媛県越智郡 菊間町+ 亀岡村 = 越智郡菊間町（新設）
  - 愛媛県北宇和郡 吉野生村+ 松丸町 = 北宇和郡松野町（新設）
  - 愛媛県新居浜市+ 新居郡 泉川町+ 中萩町+ 船木村+ 大生院村 = 新居浜市（編入）
  - 愛媛県西宇和郡 伊方村+ 町見村 = 西宇和郡伊方町（新設/町制）
  - 高知県土佐郡 森村+ 地蔵寺村+ 長岡郡 田井村 = 土佐郡土佐村（新設）
  - 高知県長岡郡 東豊永村+ 西豊永村+ 大杉村+ 天坪村 = 長岡郡大豊村（新設）
  - 福岡県直方市+ 鞍手郡 植木町 = 直方市（編入）
  - 福岡県三井郡 大堰村+ 本郷村+ 大刀洗村 = 三井郡大刀洗町（新設/町制）
  - 福岡県鞍手郡 宮田町+ 笠松村の一部 = 鞍手郡宮田町（新設）
  - 福岡県鞍手郡 若宮町+ 吉川村+ 笠松村の一部 = 鞍手郡若宮町（新設）
  - 福岡県三井郡 小郡町+ 味坂村+ 三国村+ 御原村+ 立石村 = 三井郡小郡町（新設）
  - 福岡県嘉穂郡 上穂波村+ 内野村+ 大分村の一部 = 嘉穂郡筑穂町（新設/町制）
  - 福岡県嘉穂郡 穂波村+ 大分村の一部 = 嘉穂郡穂波村（編入）
  - 福岡県朝倉郡 朝倉村+ 宮野村+ 大福村 = 朝倉郡朝倉村（新設）
  - 佐賀県神埼郡 神埼町+ 西郷村+ 仁比山村 = 神埼郡神埼町（新設）
  - 長崎県北松浦郡 新御厨町+ 志佐町+ 調川町 = 松浦市（新設/市制）
  - 大分県日田市+ 日田郡 東有田村+ 小野村+ 大鶴村+ 夜明村+ 五和村 = 日田市（編入）
  - 大分県日田郡 五馬村+ 中川村+ 馬原村 = 日田郡栄村（新設）
  - 大分県宇佐郡 柳ヶ浦町+ 長洲町+ 和間村 = 宇佐郡長洲町（新設）
  - 大分県直入郡 長湯町+ 下竹田村 = 直入郡直入町（新設）
  - 大分県南海部郡 蒲江町+ 名護屋村+ 上入津村+ 下入津村 = 南海部郡蒲江町（新設）
  - 大分県南海部郡 西中浦村+ 中浦村+ 東中浦村 = 南海部郡鶴見村（新設）
  - 大分県速見郡 山香町+ 立石町+ 山浦村 = 速見郡山香町（新設）
  - 大分県南海部郡 小野市村+ 重岡村 = 南海部郡宇目村（新設）
  - 大分県佐伯市+ 南海部郡 木立村+ 下堅田村+ 青山村 = 佐伯市（編入）
  - 大分県宇佐郡 宇佐町+ 北馬城村+ 封戸村 = 宇佐郡宇佐町（新設）
  - 大分県大分郡 野津原村+ 今市村 = 大分郡野津原村（新設）

## 4月
- 4月1日
  - 北海道岩内郡 発足村+ 前田村+ 小沢村 = 岩内郡共和村（新設）
  - 北海道中川郡 西足寄町+ 足寄郡 足寄村 = 足寄郡足寄町（新設）
  - 北海道旭川市+ 上川郡 神居村+ 江丹別村 = 旭川市（編入）
  - 北海道十勝郡 浦幌町+ 大津村の一部 = 十勝郡浦幌町（編入）
  - 北海道中川郡 豊頃村+ 十勝郡 大津村の一部 = 中川郡豊頃村（編入）
  - 北海道広尾郡 大樹町+ 十勝郡 大津村の一部 = 広尾郡大樹町（編入）
  - 北海道岩内郡 岩内町+ 島野村 = 岩内郡岩内町（新設）
  - 北海道厚岸郡 厚岸町+ 太田村の一部 = 厚岸郡厚岸町（編入）
  - 北海道川上郡 標茶町+ 厚岸郡 太田村の一部 = 川上郡標茶町（編入）
  - 北海道苫前郡 羽幌町+ 天売村 = 苫前郡羽幌町（編入）
  - 北海道上磯郡 上磯町+ 茂別村 = 上磯郡上磯町（編入）
  - 北海道瀬棚郡 東瀬棚町+ 太櫓郡 太櫓村 = 瀬棚郡北檜山町（新設）
  - 青森県八戸市+ 三戸郡 館村+ 上長苗代村+ 市川村 = 八戸市（編入）
  - 青森県三戸郡 地引村+ 田部村 = 三戸郡福地村（新設）
  - 青森県南津軽郡 光田寺村+ 田舎館村 = 南津軽郡田舎館村（新設）
  - 岩手県九戸郡 江刺家村+ 伊保内村+ 戸田村 = 九戸郡九戸村（新設）
  - 岩手県胆沢郡 小山村+ 南都田村+ 若柳村 = 胆沢郡胆沢村（新設）
  - 岩手県胆沢郡 前沢町+ 白山村+ 古城村+ 東磐井郡 生母村 = 胆沢郡前沢町（新設）
  - 岩手県岩手郡 雫石町+ 御所村+ 御明神村+ 西山村 = 岩手郡雫石町（新設）
  - 岩手県盛岡市+ 岩手郡 太田村 = 盛岡市（編入）
  - 岩手県紫波郡 見前村+ 飯岡村+ 乙部村 = 紫波郡都南村（新設）
  - 岩手県気仙郡 世田米町+ 上有住村+ 下有住村 = 気仙郡住田町（新設）
  - 岩手県釜石市+ 上閉伊郡 甲子村+ 鵜住居村+ 栗橋村+ 気仙郡 唐丹村 = 釜石市（新設）
  - 岩手県紫波郡 日詰町+ 古舘村+ 水分村+ 志和村+ 赤石村+ 彦部村+ 佐比内村+ 赤沢村+ 長岡村 = 紫波郡紫波町（新設）
  - 岩手県上閉伊郡 大槌町+ 金沢村 = 上閉伊郡大槌町（新設）
  - 岩手県宮古市+ 下閉伊郡 崎山村+ 津軽石村+ 花輪村+ 重茂村 = 宮古市（編入）
  - 岩手県稗貫郡 石鳥谷町+ 新堀村+ 八幡村+ 八重畑村 = 稗貫郡石鳥谷町（新設）
  - 岩手県和賀郡 横川目村+ 岩崎村+ 藤根村 = 和賀郡和賀村（新設）
  - 岩手県東磐井郡 藤沢町+ 黄海村+ 八沢村+ 大津保村の一部 = 東磐井郡藤沢町（新設）
  - 岩手県東磐井郡 折壁村+ 矢越村+ 大津保村の一部 = 東磐井郡室根村（新設）
  - 岩手県東磐井郡 大原町+ 摺沢町+ 興田村+ 猿沢村+ 渋民村 = 東磐井郡大東町（新設）
  - 宮城県栗原郡 岩ヶ崎町+ 尾松村+ 鳥矢崎村+ 文字村+ 栗駒村+ 姫松村の一部 = 栗原郡栗駒町（新設）
  - 宮城県栗原郡 一迫町+ 金田村+ 長崎村+ 姫松村の一部 = 栗原郡一迫町（新設）
  - 宮城県刈田郡 宮村+ 円田村 = 刈田郡蔵王町（新設/町制）
  - 宮城県気仙沼市+ 本吉郡 階上村+ 新月村+ 大島村 = 気仙沼市（編入）
  - 宮城県登米郡 佐沼町+ 北方村+ 新田村 = 登米郡迫町（新設）
  - 宮城県名取郡 増田町+ 閖上町+ 高館村+ 愛島村+ 館腰村+ 下増田村 = 名取郡名取町（新設）
  - 宮城県名取郡 岩沼町+ 玉浦村+ 千貫村 = 名取郡岩沼町（新設）
  - 秋田県大曲市+ 平鹿郡 角間川町 = 大曲市（編入）
  - 秋田県平鹿郡 十文字町+ 睦合村+ 植田村 = 平鹿郡十文字町（新設）
  - 秋田県平鹿郡 田根森村+ 阿気村 = 平鹿郡大雄村（新設）
  - 秋田県平鹿郡 大森町+ 八沢木村 = 平鹿郡大森町（新設）
  - 秋田県山本郡 塙川村+ 沢目村 = 山本郡峰浜村（新設）
  - 秋田県山本郡 鹿渡町+ 上岩川村 = 山本郡琴丘町（新設）
  - 秋田県山本郡 鵜川村+ 浜口村 = 山本郡八竜村（新設）
  - 秋田県能代市+ 山本郡 檜山町+ 鶴形村+ 浅内村+ 常盤村 = 能代市（編入）
  - 秋田県山本郡 下岩川村+ 金岡村+ 森岳村 = 山本郡山本村（新設）
  - 秋田県北秋田郡 鷹巣町+ 栄村+ 坊沢村+ 七座村+ 沢口村 = 北秋田郡鷹巣町（新設）
  - 秋田県北秋田郡 阿仁合町+ 大阿仁村 = 北秋田郡阿仁町（新設）
  - 秋田県鹿角郡 小坂町+ 七滝村 = 鹿角郡小坂町（新設）
  - 秋田県平鹿郡 沼館町+ 福地村+ 里見村+ 雄勝郡 明治村の一部 = 平鹿郡雄物川町（新設）
  - 秋田県雄勝郡 西馬音内町+ 三輪村+ 新成村+ 元西馬音内村+ 田代村+ 仙道村+ 明治村の一部 = 雄勝郡羽後町（新設）
  - 秋田県横手市+ 平鹿郡 境町村+ 黒川村 = 横手市（編入）
  - 秋田県平鹿郡 増田町+ 雄勝郡 西成瀬村 = 平鹿郡増田町（新設）
  - 山形県鶴岡市+ 東田川郡 黄金村+ 斎村+ 西田川郡 湯田川村+ 大泉村+ 栄村+ 京田村 = 鶴岡市（編入）
  - 山形県東置賜郡 社郷町+ 糠野目村 = 東置賜郡高畠町（編入/改称）
  - 山形県米沢市+ 南置賜郡 南原村 = 米沢市（編入）
  - 山形県新庄市+ 最上郡 萩野村 = 新庄市（編入）
  - 山形県最上郡 古口村+ 角川村+ 戸沢村 = 最上郡古口村（新設）
  - 山形県東置賜郡 沖郷村+ 梨郷村 = 東置賜郡和郷村（新設）
  - 福島県田村郡 三春町+ 中郷村+ 沢石村+ 要田村+ 御木沢村+ 中妻村 = 田村郡三春町（新設）
  - 福島県南会津郡 伊南村+ 大川村 = 南会津郡伊南村（新設）
  - 福島県河沼郡 坂下町+ 若宮村+ 金上村+ 広瀬村+ 川西村+ 八幡村 = 河沼郡会津坂下町（新設）
  - 福島県田村郡 高野村+ 逢隈村 = 田村郡西田村（新設）
  - 福島県田村郡 船引町+ 文珠村+ 美山村+ 瀬川村+ 移村+ 芦沢村+ 七郷村 = 田村郡船引町（新設）
  - 福島県南会津郡 田島町+ 檜沢村+ 荒海村 = 南会津郡田島町（新設）
  - 福島県南会津郡 楢原町+ 旭田村+ 江川村 = 南会津郡下郷町（新設）
  - 茨城県水戸市+ 東茨城郡 上大野村+ 渡里村+ 吉田村+ 酒門村の一部+ 河和田村の一部+ 那珂郡 柳河村 = 水戸市（編入）
  - 茨城県行方郡 武田村+ 津澄村+ 要村 = 行方郡北浦村（新設）
  - 茨城県稲敷郡 根本村+ 柴崎村+ 太田村 = 稲敷郡新利根村（新設）
  - 茨城県稲敷郡 安中村+ 木原村+ 舟島村の一部 = 稲敷郡美浦村（新設/改称）
  - 茨城県稲敷郡 古渡村+ 浮島村 = 稲敷郡桜川村（新設）
  - 茨城県筑波郡 上郷町+ 旭村の一部 = 筑波郡豊里町（新設/改称）
  - 茨城県筑波郡 大穂町+ 旭村の一部 = 筑波郡大穂町（新設）
  - 茨城県多賀郡 磯原町+ 華川村 = 多賀郡磯原町（新設）
  - 茨城県行方郡 香澄村+ 八代村 = 行方郡牛堀村（新設）
  - 茨城県東茨城郡 上中妻村+ 河和田村の一部+ 山根村の一部 = 東茨城郡赤塚村（新設）
  - 茨城県東茨城郡 飯富村+ 山根村の一部 = 東茨城郡飯富村（新設）
  - 茨城県稲敷郡 阿見町+ 朝日村+ 君原村 = 稲敷郡阿見町（新設）
  - 茨城県東茨城郡 石崎村+ 酒門村の一部 = 東茨城郡石崎村（編入）
  - 栃木県宇都宮市+ 河内郡 姿川村+ 雀宮町 = 宇都宮市（編入）
  - 栃木県河内郡 羽黒村+ 絹島村 = 河内郡上河内村（新設）
  - 栃木県河内郡 古里村+ 田原村 = 河内郡河内村（新設）
  - 栃木県塩谷郡 喜連川町+ 那須郡 上江川村 = 塩谷郡喜連川町（新設）
  - 栃木県下都賀郡 赤津村+ 家中村 = 下都賀郡都賀村（新設）
  - 群馬県利根郡 古馬牧村+ 桃野村 = 利根郡月夜野町（新設/町制）
  - 群馬県群馬郡 箕輪町+ 車郷村 = 群馬郡箕郷町（新設）
  - 群馬県群馬郡 国府村+ 金古町+ 堤ヶ岡村 = 群馬郡群馬町（新設）
  - 群馬県富岡市+ 甘楽郡 吉田村 = 富岡市（編入）
  - 群馬県北群馬郡 明治村+ 駒寄村 = 北群馬郡吉岡村（新設）
  - 埼玉県川越市+ 入間郡 芳野村+ 古谷村+ 南古谷村+ 高階村+ 福原村+ 山田村+ 名細村+ 霞ヶ関村+ 大東村 = 川越市（編入）
  - 埼玉県北足立郡 朝霞町+ 内間木村 = 北足立郡朝霞町（新設）
  - 埼玉県所沢市+ 入間郡 柳瀬村+ 三ヶ島村 = 所沢市（編入）
  - 埼玉県入間郡 毛呂山町+ 川角村 = 入間郡毛呂山町（新設）
  - 埼玉県秩父郡 小鹿野町+ 長若村 = 秩父郡小鹿野町（新設）
  - 埼玉県北埼玉郡 利島村+ 川辺村 = 北埼玉郡北川辺村（新設）
  - 埼玉県北葛飾郡 桜井村+ 豊岡村の一部 = 北葛飾郡泉村（新設）
  - 埼玉県北葛飾郡 幸手町+ 八代村+ 豊岡村の一部 = 北葛飾郡幸手町（編入）
  - 東京都北多摩郡 調布町+ 神代町 = 調布市（新設/市制）
  - 東京都八王子市+ 南多摩郡 横山村+ 元八王子村+ 恩方村+ 川口村+ 加住村+ 由井村 = 八王子市（編入）
  - 東京都青梅市+ 西多摩郡 小曾木村+ 成木村+ 吉野村+ 三田村 = 青梅市（編入）
  - 東京都西多摩郡 東秋留村+ 多西村+ 西秋留村 = 西多摩郡秋多町（新設/町制）
  - 東京都西多摩郡 増戸村+ 五日市町+ 戸倉村+ 小宮村 = 西多摩郡五日市町（新設）
  - 東京都西多摩郡 古里村+ 氷川町+ 小河内村 = 西多摩郡奥多摩町（新設）
  - 東京都元村+ 岡田村+ 泉津村+ 野増村+ 差木地村+ 波浮港村 = 大島町（新設/町制）
  - 東京都八丈村+ 大賀郷村+ 宇津木村 = 八丈町（編入/町制）
  - 神奈川県足柄下郡 下中村+ 前羽村 = 足柄下郡橘町（新設/町制）
  - 神奈川県足柄上郡 南足柄町+ 岡本村+ 福沢村+ 北足柄村の一部 = 足柄上郡南足柄町（新設）
  - 神奈川県足柄上郡 山北町+ 北足柄村の一部 = 足柄上郡山北町（編入）
  - 神奈川県足柄上郡 松田町+ 寄村 = 足柄上郡松田町（新設）
  - 神奈川県足柄下郡 福浦村+ 吉浜町+ 湯河原町 = 足柄下郡湯河原町（新設）
  - 神奈川県津久井郡 中野町+ 串川村+ 鳥屋村+ 青野原村+ 青根村+ 三沢村の一部 = 津久井郡津久井町（新設）
  - 神奈川県津久井郡 川尻村+ 湘南村+ 三沢村の一部 = 津久井郡城山町（新設/町制）
  - 新潟県東蒲原郡 両鹿瀬村+ 日出谷村+ 豊実村 = 東蒲原郡鹿実谷村（新設）
  - 新潟県新津市+ 中蒲原郡 金津村+ 小合村 = 新津市（編入）
  - 新潟県直江津市+ 中頸城郡 谷浜村+ 桑取村+ 高田市の一部 = 直江津市（編入）
  - 新潟県刈羽郡 高柳村+ 石黒村 = 刈羽郡高柳村（編入）
  - 富山県上新川郡 月岡村+ 熊野村+ 新保村 = 上新川郡富南村（新設）
  - 富山県西礪波郡 福光町+ 南蟹谷村 = 西礪波郡福光町（編入）
  - 富山県高岡市+ 西礪波郡 立野村 = 高岡市（編入）
  - 石川県羽咋郡 志賀町+ 下甘田村 = 羽咋郡志賀町（編入）
  - 石川県石川郡 野々市町+ 富奥村 = 石川郡野々市町（新設）
  - 石川県江沼郡 山中町+ 河南村+ 西谷村+ 東谷奥村 = 江沼郡山中町（新設）
  - 石川県小松市+ 江沼郡 矢田野村+ 那谷村+ 月津村の一部+ 能美郡 中海村 = 小松市（編入）
  - 石川県江沼郡 片山津町+ 月津村の一部 = 江沼郡片山津町（編入）
  - 福井県南条郡 湯尾村+ 宅良村+ 今庄村+ 堺村 = 南条郡今庄町（新設/町制）
  - 山梨県北都留郡 大目村+ 甲東村+ 巖村+ 大鶴村+ 島田村+ 上野原町+ 棡原村+ 西原村 = 北都留郡上野原町（新設）
  - 山梨県南巨摩郡 鰍沢町+ 五開村 = 南巨摩郡鰍沢町（新設）
  - 山梨県南巨摩郡 睦合村+ 西八代郡 栄村 = 南巨摩郡南部町（新設/町制）
  - 山梨県中巨摩郡 落合村+ 大井村+ 五明村+ 南湖村 = 中巨摩郡甲西町（新設/町制）
  - 山梨県西八代郡 市川大門町+ 山保村の一部 = 西八代郡市川大門町（編入）
  - 山梨県西八代郡 久那土村+ 山保村の一部 = 西八代郡久那土村（編入）
  - 長野県諏訪市+ 諏訪郡 中洲村+ 湖南村 = 諏訪市（編入）
  - 長野県下伊那郡 和田村+ 八重河内村+ 南和田村 = 下伊那郡遠山村（新設）
  - 長野県南安曇郡 烏川村+ 三田村 = 南安曇郡堀金村（新設）
  - 長野県上水内郡 高岡村+ 中郷村 = 上水内郡牟礼村（新設）
  - 長野県諏訪郡 富士見村+ 本郷村+ 落合村+ 境村 = 諏訪郡富士見町（新設/町制）
  - 長野県下伊那郡 神稲村+ 河野村 = 下伊那郡豊丘村（新設）
  - 長野県上伊那郡 辰野町+ 朝日村 = 上伊那郡辰野町（新設）
  - 長野県更級郡 中津村+ 御厨村 = 更級郡昭和村（新設）
  - 長野県北安曇郡 池田町+ 会染村 = 北安曇郡池田町（新設）
  - 長野県埴科郡 坂城町+ 中之条村+ 南条村 = 埴科郡坂城町（新設）
  - 長野県東筑摩郡 会田村+ 錦部村+ 中川村+ 五常村 = 東筑摩郡四賀村（新設）
  - 長野県更級郡 篠ノ井町+ 信里村 = 更級郡篠ノ井町（編入）
  - 長野県埴科郡 松代町+ 豊栄村+ 寺尾村+ 更級郡 西寺尾村 = 埴科郡松代町（新設）
  - 長野県下高井郡 平穏町+ 穂波村+ 夜間瀬村 = 下高井郡山ノ内町（新設）
  - 長野県北佐久郡 芦田村+ 横鳥村+ 三都和村 = 北佐久郡立科村（新設）
  - 長野県小県郡 丸子町+ 依田村+ 長瀬村 = 小県郡丸子町（編入）
  - 長野県更級郡 稲荷山町+ 桑原村 = 更級郡稲荷山桑原町（新設）
  - 長野県南安曇郡 梓村+ 倭村 = 南安曇郡梓川村（新設）
  - 長野県埴科郡 戸倉町+ 更級郡 更級村 = 埴科郡戸倉町（新設）
  - 長野県東筑摩郡 中川手村+ 東川手村 = 東筑摩郡明科町（新設/町制）
  - 長野県埴科郡 屋代町+ 雨宮県村+ 森村 = 埴科郡埴科屋代町（新設）
  - 長野県上水内郡 南小川村+ 北小川村 = 上水内郡小川村（新設）
  - 岐阜県稲葉郡 鵜沼町+ 各務村 = 稲葉郡鵜沼町（新設）
  - 岐阜県山県郡 高富町+ 富岡村+ 梅原村+ 桜尾村+ 大桑村 = 山県郡高富町（新設）
  - 岐阜県山県郡 北山村+ 葛原村+ 谷合村+ 北武芸村+ 富波村+ 西武芸村+ 武儀郡 乾村 = 山県郡美山村（新設）
  - 岐阜県益田郡 下呂町+ 竹原村+ 上原村+ 中原村 = 益田郡下呂町（新設）
  - 岐阜県羽島郡 笠松町+ 下羽栗村 = 羽島郡笠松町（新設）
  - 岐阜県安八郡 名森村+ 結村+ 牧村 = 安八郡安八村（新設）
  - 岐阜県揖斐郡 池田町+ 八幡村+ 宮地村 = 揖斐郡池田町（新設）
  - 岐阜県本巣郡 北方町+ 生津村 = 本巣郡北方町（新設）
  - 岐阜県本巣郡 真桑村+ 弾正村 = 本巣郡真正村（新設）
  - 岐阜県本巣郡 土貴野村+ 一色村 = 本巣郡糸貫村（新設）
  - 岐阜県山県郡 下伊自良村+ 上伊自良村 = 山県郡伊自良村（新設）
  - 岐阜県武儀郡 下之保村+ 中之保村+ 富之保村 = 武儀郡武儀村（新設）
  - 岐阜県加茂郡 川辺町+ 上米田村 = 加茂郡川辺町（新設）
  - 岐阜県高山市+ 大野郡 大八賀村 = 高山市（編入）
  - 岐阜県揖斐郡 揖斐町+ 大和村+ 北方村+ 清水村+ 小島村 = 揖斐郡揖斐川町（新設）
  - 岐阜県恵那郡 明智町+ 三濃村の一部 = 恵那郡明智町（編入）
  - 静岡県伊東市+ 田方郡 宇佐美村+ 対島村 = 伊東市（編入）
  - 静岡県沼津市+ 駿東郡 愛鷹村+ 大平村+ 田方郡 内浦村+ 西浦村 = 沼津市（編入）
  - 静岡県吉原市+ 富士郡 大淵村 = 吉原市（編入）
  - 静岡県磐田郡 広瀬村+ 野部村+ 敷地村 = 磐田郡豊岡村（新設）
  - 静岡県浜名郡 北庄内村+ 南庄内村+ 村櫛村 = 浜名郡庄内村（新設）
  - 静岡県清水市+ 安倍郡 有度村 = 清水市（編入）
  - 静岡県掛川市+ 小笠郡 日坂村+ 東山村 = 掛川市（編入）
  - 静岡県富士宮市+ 富士郡 富士根村 = 富士宮市（新設）
  - 静岡県榛原郡 相良町+ 萩間村+ 地頭方村 = 榛原郡相良町（新設）
  - 静岡県駿東郡 小山町+ 足柄村 = 駿東郡小山町（編入）
  - 静岡県磐田郡 掛塚町+ 袖浦村+ 十束村 = 磐田郡竜洋町（新設）
  - 静岡県磐田市+ 磐田郡 長野村 = 磐田市（編入）
  - 静岡県周智郡 天方村+ 森町+ 一宮村+ 園田村+ 飯田村 = 周智郡森町（新設）
  - 静岡県浜名郡 白須賀町+ 鷲津町+ 新所村+ 入出村+ 知波田村 = 浜名郡湖西町（新設）
  - 静岡県引佐郡 気賀町+ 中川村 = 引佐郡細江町（新設）
  - 愛知県東加茂郡 足助町+ 盛岡村+ 賀茂村+ 阿摺村 = 東加茂郡足助町（新設）
  - 愛知県刈谷市+ 碧海郡 富士松村+ 依佐美村の一部 = 刈谷市（編入）
  - 愛知県岡崎市+ 碧海郡 矢作町 = 岡崎市（編入）
  - 愛知県海部郡 佐屋村+ 市江村の一部 = 海部郡佐屋町（新設/町制）
  - 愛知県海部郡 鍋田村+ 弥富町+ 市江村の一部 = 海部郡弥富町（新設）
  - 愛知県一宮市+ 葉栗郡 北方村+ 中島郡 大和町+ 奥町+ 萩原町+ 今伊勢町の一部 = 一宮市（編入）
  - 愛知県尾西市+ 中島郡 今伊勢町の一部 = 尾西市（編入）
  - 愛知県知多郡 河和町+ 野間町 = 知多郡美浜町（新設）
  - 愛知県知多郡 八幡町+ 岡田町+ 旭町 = 知多郡知多町（新設）
  - 愛知県宝飯郡 赤坂町+ 長沢村+ 萩村 = 宝飯郡音羽町（新設）
  - 愛知県碧南市+ 碧海郡 明治村の一部 = 碧南市（編入）
  - 愛知県西尾市+ 碧海郡 明治村の一部 = 西尾市（編入）
  - 愛知県安城市+ 碧海郡 明治村の一部+ 依佐美村の一部 = 安城市（編入）
  - 愛知県豊橋市+ 八名郡 双和村の一部 = 豊橋市（編入）
  - 愛知県宝飯郡 一宮村+ 八名郡 双和村の一部 = 宝飯郡一宮村（編入）
  - 愛知県豊橋市+ 渥美郡 杉山村の一部 = 豊橋市（編入）
  - 愛知県渥美郡 田原町+ 杉山村の一部 = 渥美郡田原町（編入）
  - 愛知県北設楽郡 御殿村+ 本郷町+ 下川村+ 園村 = 北設楽郡東栄町（新設）
  - 三重県桑名郡 長島町+ 楠村 = 桑名郡長島町（新設）
  - 三重県度会郡 吉津町+ 島津村+ 鵜倉村+ 中島村 = 度会郡南島町（新設）
  - 三重県三重郡 朝上村+ 千種村 = 三重郡朝明村（新設）
  - 三重県多気郡 大淀町+ 上御糸村+ 下御糸村 = 多気郡三和町（新設）
  - 三重県伊勢市+ 度会郡 沼木村 = 伊勢市（編入）
  - 三重県度会郡 小川郷村+ 内城田村+ 一之瀬村+ 中川村 = 度会郡度会村（新設）
  - 三重県員弁郡 阿下喜町+ 十社村+ 山郷村 = 員弁郡北勢町（新設）
  - 三重県松阪市+ 飯南郡 漕代村+ 射和村+ 茅広江村+ 大石村 = 松阪市（編入）
  - 滋賀県野洲郡 兵主村+ 中里村 = 野洲郡中主町（新設/町制）
  - 滋賀県野洲郡 篠原村+ 祇王村+ 野洲町 = 野洲郡野洲町（新設）
  - 滋賀県犬上郡 東甲良村+ 西甲良村 = 犬上郡甲良町（新設/町制）
  - 滋賀県蒲生郡 朝日野村+ 桜川村 = 蒲生郡蒲生町（新設/町制）
  - 滋賀県愛知郡 秦川村+ 八木荘村 = 愛知郡秦荘町（新設/町制）
  - 滋賀県愛知郡 愛知川町+ 豊国村 = 愛知郡愛知川町（新設）
  - 滋賀県蒲生郡 市原村+ 神崎郡 永源寺村 = 神崎郡永源寺町（新設/町制）
  - 滋賀県犬上郡 多賀町+ 大滝村+ 脇ヶ畑村 = 犬上郡多賀町（新設）
  - 滋賀県伊香郡 塩津村+ 永原村 = 伊香郡西浅井村（新設）
  - 滋賀県甲賀郡 大野村+ 土山町+ 山内村+ 鮎河村 = 甲賀郡土山町（新設）
  - 滋賀県甲賀郡 佐山村+ 大原村+ 油日村 = 甲賀郡甲賀町（新設/町制）
  - 滋賀県栗太郡 瀬田町+ 上田上村 = 栗太郡瀬田町（新設）
  - 滋賀県滋賀郡 仰木村+ 堅田町+ 真野村+ 伊香立村+ 葛川村 = 滋賀郡堅田町（新設）
  - 滋賀県坂田郡 坂田村+ 息長村 = 坂田郡近江町（新設/町制）
  - 京都府相楽郡 大河原村+ 高山村 = 相楽郡南山城村（新設）
  - 京都府北桑田郡 知井村+ 平屋村+ 宮島村+ 鶴ヶ岡村+ 大野村 = 北桑田郡美山町（新設/町制）
  - 京都府船井郡 八木町+ 北桑田郡 神吉村 = 船井郡八木町（編入）
  - 京都府船井郡 須知町+ 高原村 = 船井郡丹波町（新設）
  - 京都府船井郡 胡麻郷村+ 五ヶ荘村+ 世木村 = 船井郡日吉町（新設/町制）
  - 京都府船井郡 上和知村+ 下和知村 = 船井郡和知町（新設/町制）
  - 京都府福知山市+ 天田郡 上六人部村+ 中六人部村+ 下六人部村+ 上川口村+ 金谷村+ 三岳村+ 金山村+ 雲原村 = 福知山市（編入）
  - 大阪府泉北郡 久世村+ 東陶器村+ 西陶器村+ 上神谷村 = 泉北郡泉ヶ丘町（新設/町制）
  - 大阪府泉南郡 淡輪村+ 深日町+ 孝子村+ 多奈川町 = 泉南郡岬町（新設）
  - 大阪府北河内郡 交野町+ 星田村 = 北河内郡交野町（新設）
  - 兵庫県赤穂市+ 赤穂郡 有年村 = 赤穂市（編入）
  - 兵庫県氷上郡 佐治町+ 芦田村+ 神楽村+ 遠阪村 = 氷上郡青垣町（新設）
  - 兵庫県美方郡 村岡町+ 兎塚村 = 美方郡村岡町（新設）
  - 兵庫県美方郡 小代村+ 射添村 = 美方郡美方町（新設/町制）
  - 兵庫県豊岡市+ 城崎郡 港村+ 奈佐村 = 豊岡市（編入）
  - 兵庫県津名郡 塩田村+ 志筑町+ 中田村+ 生穂町+ 佐野町+ 大町村 = 津名郡津名町（新設）
  - 兵庫県加古川市+ 加古郡 八幡村+ 印南郡 平荘村+ 上荘村 = 加古川市（編入）
  - 奈良県宇陀郡 榛原町+ 内牧村 = 宇陀郡榛原町（編入）
  - 和歌山県海草郡 東野上町+ 志賀野村 = 海草郡野上町（編入/改称）
  - 和歌山県那賀郡 粉河町+ 長田村+ 龍門村+ 川原村 = 那賀郡粉河町（新設）
  - 和歌山県東牟婁郡 那智町+ 勝浦町+ 色川村+ 宇久井村 = 東牟婁郡那智勝浦町（新設）
  - 和歌山県有田郡 石垣村+ 鳥屋城村+ 五西月村+ 生石村 = 有田郡金屋町（編入/新設/町制）
  - 和歌山県有田郡 広町+ 南広村+ 津木村 = 有田郡広川町（新設）
  - 鳥取県東伯郡 下中山村+ 上中山村 = 東伯郡中山村（新設）
  - 島根県飯石郡 掛合町+ 波多村 = 飯石郡掛合町（新設）
  - 島根県邇摩郡 大代村+ 邑智郡 川本町+ 川下村+ 三原村+ 三谷村 = 邑智郡川本町（新設）
  - 島根県那賀郡 黒沢村+ 岡見村+ 三保村+ 三隅町+ 井野村の一部+ 大麻村の一部 = 那賀郡三隅町（新設）
  - 島根県浜田市+ 那賀郡 井野村の一部+ 大麻村の一部 = 浜田市（編入）
  - 岡山県西大寺市+ 邑久郡 朝日村+ 上道郡 雄神村 = 西大寺市（編入）
  - 岡山県真庭郡 勝山町+ 月田村+ 富原村 = 真庭郡勝山町（新設）
  - 岡山県浅口郡 鴨方町+ 六条院町 = 浅口郡鴨方町（新設）
  - 岡山県笠岡市+ 小田郡 神島外町+ 北木島町+ 真鍋島村+ 白石島村+ 浅口郡 大島村の一部 = 笠岡市（編入）
  - 岡山県浅口郡 寄島町+ 大島村の一部 = 浅口郡寄島町（編入）
  - 岡山県阿哲郡 新砥村+ 万歳村+ 本郷村 = 阿哲郡哲多町（新設/町制）
  - 岡山県阿哲郡 矢神村+ 野馳村 = 阿哲郡哲西町（新設/町制）
  - 岡山県川上郡 成羽町+ 吹屋町 = 川上郡成羽町（編入）
  - 広島県佐伯郡 高田村+ 中村+ 鹿川町 = 佐伯郡能美町（新設）
  - 広島県佐伯郡 玖島村+ 友和村+ 浅原村+ 津田町+ 四和村 = 佐伯郡佐伯町（新設）
  - 広島県佐伯郡 五日市町+ 石内村+ 河内村+ 八幡村+ 観音村 = 佐伯郡五日市町（新設）
  - 広島県安佐郡 伴村+ 戸山村 = 安佐郡沼田町（新設/町制）
  - 広島県豊田郡 瀬戸田町+ 南生口村 = 豊田郡瀬戸田町（新設）
  - 広島県尾道市+ 沼隈郡 百島村 = 尾道市（編入）
  - 広島県御調郡 向島町+ 立花村 = 御調郡向島町（編入）
  - 広島県芦品郡 有磨村+ 福相村 = 芦品郡芦田町（新設/町制）
  - 広島県比婆郡 口南村+ 口北村 = 比婆郡口和村（新設）
  - 広島県神石郡 油木町+ 小野村+ 新坂村の一部 = 神石郡油木町（新設）
  - 広島県比婆郡 小奴可村+ 八幡村+ 田森村+ 東城町+ 久代村+ 帝釈村+ 神石郡 新坂村の一部 = 比婆郡東城町（新設）
  - 山口県阿武郡 江崎町+ 小川村 = 阿武郡田万川町（新設）
  - 山口県大島郡 油田村+ 和田村+ 森野村+ 白木村 = 大島郡東和町（新設/町制）
  - 山口県玖珂郡 秋中村+ 賀見畑村 = 玖珂郡美和村（新設）
  - 山口県岩国市+ 玖珂郡 小瀬村+ 藤河村+ 御庄村+ 北河内村+ 南河内村+ 師木野村+ 通津村 = 岩国市（編入）
  - 山口県玖珂郡 高森町+ 祖生村+ 米川村+ 川越村 = 玖珂郡周東町（新設）
  - 山口県玖珂郡 広瀬町+ 深須村+ 高根村 = 玖珂郡錦町（新設）
  - 山口県吉敷郡 仁保村+ 小鯖村+ 大内村 = 吉敷郡大内町（新設/町制）
  - 山口県佐波郡 出雲村+ 島地村+ 串村+ 八坂村+ 柚野村 = 佐波郡徳地町（新設/町制）
  - 山口県厚狭郡 船木町+ 吉部村+ 万倉村 = 厚狭郡楠町（新設）
  - 山口県美祢郡 秋吉村+ 岩永村+ 別府村+ 共和村 = 美祢郡秋芳町（新設/町制）
  - 山口県阿武郡 篠生村+ 生雲村+ 地福村+ 徳佐村+ 嘉年村 = 阿武郡阿東町（新設/町制）
  - 山口県阿武郡 高俣村+ 吉部村 = 阿武郡むつみ村（新設）
  - 山口県阿武郡 須佐町+ 弥富村 = 阿武郡須佐町（新設）
  - 山口県玖珂郡 神代村の一部+ 鳴門村 = 玖珂郡大畠村（新設）
  - 山口県玖珂郡 由宇町+ 神代村の一部 = 玖珂郡由宇町（編入）
  - 山口県阿武郡 明木村+ 佐々並村 = 阿武郡旭村（新設）
  - 山口県豊浦郡 豊西村+ 黒井村+ 川棚村+ 宇賀村の一部 = 豊浦郡豊浦町（新設/町制）
  - 山口県豊浦郡 神玉村+ 角島村+ 神田村+ 阿川村+ 粟野村+ 滝部村+ 田耕村+ 宇賀村の一部 = 豊浦郡豊北町（新設/町制）
  - 山口県阿武郡 福川村+ 紫福村 = 阿武郡福栄村（新設）
  - 香川県三豊郡 辻村+ 河内村+ 財田大野村+ 神田村 = 三豊郡山本村（新設）
  - 香川県小豆郡 土庄町+ 淵崎村+ 大鐸村+ 北浦村+ 四海村+ 豊島村 = 小豆郡土庄町（新設）
  - 香川県香川郡 大野村+ 浅野村+ 川東村 = 香川郡香川町（新設/町制）
  - 香川県仲多度郡 十郷村+ 七箇村 = 仲多度郡仲南村（新設）
  - 香川県仲多度郡 琴平町+ 榎井村 = 仲多度郡琴平町（新設）
  - 香川県仲多度郡 四条村+ 吉野村+ 神野村 = 仲多度郡満濃町（新設/町制）
  - 香川県三豊郡 大見村+ 吉津村+ 下高瀬村 = 三豊郡三野村（新設）
  - 香川県三豊郡 詫間町+ 荘内村+ 粟島村 = 三豊郡詫間町（新設）
  - 香川県三豊郡 豊浜町+ 和田村 = 三豊郡豊浜町（新設）
  - 香川県大川郡 多和村+ 長尾町 = 大川郡長尾町（新設）
  - 香川県大川郡 引田町+ 相生村+ 小海村 = 大川郡引田町（新設）
  - 香川県木田郡 川島町+ 十河村+ 東植田村+ 西植田村 = 木田郡山田町（新設）
  - 高知県香美郡 岸本町+ 徳王子村+ 山南村+ 山北村+ 東川村の一部+ 西川村の一部 = 香美郡香我美町（新設）
  - 高知県安芸郡 芸西村+ 香美郡 東川村の一部 = 安芸郡芸西村（編入）
  - 高知県香美郡 夜須町+ 東川村の一部 = 香美郡夜須町（編入）
  - 高知県香美郡 美良布町+ 西川村の一部 = 香美郡美良布町（編入）
  - 高知県安芸市+ 香美郡 西川村の一部 = 安芸市（編入）
  - 高知県香美郡 槇山村+ 西川村の一部 = 香美郡槙山村（編入）
  - 福岡県築上郡 友枝村+ 唐原村 = 築上郡大平村（新設）
  - 福岡県糟屋郡 篠栗町+ 勢門村 = 糟屋郡篠栗町（新設）
  - 福岡県糟屋郡 新宮町+ 立花村 = 糟屋郡新宮町（新設）
  - 福岡県糟屋郡 古賀町+ 青柳村+ 小野村 = 糟屋郡古賀町（新設）
  - 福岡県八幡市+ 遠賀郡 香月町+ 鞍手郡 木屋瀬町 = 八幡市（編入）
  - 福岡県築上郡 築城村+ 下城井村+ 上城井村 = 築上郡築城町（新設/町制）
  - 福岡県八女郡 光友村+ 北山村+ 白木村+ 辺春村 = 八女郡立花町（新設/町制）
  - 福岡県八女郡 上広川村+ 中広川村 = 八女郡広川町（新設/町制）
  - 福岡県糸島郡 前原町+ 怡土村 = 糸島郡前原町（編入）
  - 福岡県宗像郡 神湊町+ 田島村+ 池野村+ 岬村 = 宗像郡玄海町（新設）
  - 佐賀県杵島郡 錦江村+ 龍王村 = 杵島郡有明村（新設）
  - 佐賀県西松浦郡 大山村+ 曲川村 = 西松浦郡西有田村（新設）
  - 佐賀県佐賀郡 中川副村+ 大詫間村+ 南川副町 = 佐賀郡川副町（新設）
  - 佐賀県藤津郡 嬉野町+ 吉田村 = 藤津郡嬉野町（新設）
  - 佐賀県神埼郡 城田村+ 境野村+ 千歳村+ 蓮池町の一部 = 神埼郡千代田村（新設）
  - 佐賀県佐賀市+ 神埼郡 蓮池町の一部 = 佐賀市（編入）
  - 佐賀県三養基郡 南茂安村+ 三川村 = 三養基郡三根村（新設）
  - 長崎県北松浦郡 平町+ 神浦村 = 北松浦郡宇久町（新設）
  - 長崎県西彼杵郡 面高村+ 七釜村 = 西彼杵郡西海村（新設）
  - 長崎県西彼杵郡 高島町+ 高浜村の一部 = 西彼杵郡高島町（新設）
  - 長崎県西彼杵郡 野母村+ 脇岬村+ 樺島村+ 高浜村の一部 = 西彼杵郡野母崎町（新設/町制）
  - 長崎県南高来郡 大三東村+ 湯江村 = 南高来郡有明村（新設）
  - 長崎県佐世保市+ 東彼杵郡 折尾瀬村+ 江上村+ 崎針尾村 = 佐世保市（編入）
  - 長崎県島原市+ 南高来郡 三会村 = 島原市（編入）
  - 長崎県壱岐郡 田河町+ 那賀村 = 壱岐郡芦辺町（新設）
  - 熊本県下益城郡 河江村+ 小野部田村 = 下益城郡益南村（新設）
  - 熊本県八代市+ 八代郡 宮地村+ 葦北郡 日奈久町 = 八代市（編入）
  - 熊本県鹿本郡 内田村+ 六郷村+ 菊池郡 城北村 = 鹿本郡菊鹿村（新設）
  - 熊本県鹿本郡 来民町+ 稲田村+ 中富村 = 鹿本郡鹿本町（新設）
  - 熊本県飽託郡 八分字村+ 藤富村+ 並建村+ 白石村+ 浜田村+ 畠口村 = 飽託郡飽田村（新設）
  - 熊本県球磨郡 多良木町+ 黒肥地村+ 久米村 = 球磨郡多良木町（新設）
  - 熊本県熊本市+ 飽託郡 松尾村 = 熊本市（編入）
  - 熊本県玉名郡 神尾村+ 緑村+ 春富村 = 玉名郡三加和村（新設）
  - 熊本県玉名郡 大野村+ 高道村+ 睦合村+ 鍋村 = 玉名郡岱明村（新設）
  - 熊本県玉名郡 南関町+ 大原村+ 賢木村+ 坂下村+ 米富村 = 玉名郡南関町（新設）
  - 熊本県菊池郡 津田村+ 原水村+ 上益城郡 白水村 = 菊池郡菊陽村（新設）
  - 熊本県菊池郡 泗水村+ 田島村+ 七城村の一部 = 菊池郡泗水村（新設）
  - 熊本県下益城郡 守富村+ 杉合村 = 下益城郡富合村（新設）
  - 熊本県下益城郡 砥用町+ 東砥用村 = 下益城郡砥用町（新設）
  - 熊本県天草郡 今津村+ 阿村+ 教良木河内村 = 天草郡松島村（新設）
  - 熊本県阿蘇郡 草部村+ 高森町+ 色見村 = 阿蘇郡高森町（新設）
  - 大分県速見郡 八坂村+ 杵築町+ 北杵築村+ 東国東郡 奈狩江村 = 杵築市（新設/市制）
  - 大分県東国東郡 伊美町+ 熊毛村 = 東国東郡国見町（新設）
  - 大分県直入郡 柏原村+ 荻村 = 直入郡荻町（新設/町制）
  - 宮崎県延岡市+ 東臼杵郡 南方村+ 南浦村 = 延岡市（編入）
  - 宮崎県児湯郡 妻町+ 上穂北村 = 児湯郡西都町（新設）
  - 宮崎県東諸県郡 高岡町+ 穆佐村 = 東諸県郡高岡町（新設）
  - 宮崎県宮崎郡 佐土原町+ 那珂村 = 宮崎郡佐土原町（新設）
  - 鹿児島県薩摩郡 黒木村+ 大村+ 藺牟田村 = 薩摩郡祁答院町（新設/町制）
  - 鹿児島県揖宿郡 開聞村+ 利永村の一部 = 揖宿郡開聞町（編入/町制）
  - 鹿児島県揖宿郡 山川町+ 利永村の一部 = 揖宿郡山川町（編入）
  - 鹿児島県日置郡 日置村+ 吉利村 = 日置郡日吉町（新設/町制）
  - 鹿児島県日置郡 伊作町+ 永吉村 = 日置郡吹上町（新設）
  - 鹿児島県囎唹郡 西志布志村+ 野方村の一部 = 囎唹郡西志布志村（編入）
  - 鹿児島県囎唹郡 大隅町+ 野方村の一部 = 囎唹郡大隅町（編入）
  - 鹿児島県囎唹郡 大崎町+ 野方村の一部 = 囎唹郡大崎町（編入）
  - 鹿児島県薩摩郡 宮之城町+ 山崎町 = 薩摩郡宮之城町（新設）
- 4月3日
  - 三重県員弁郡 東藤原村+ 西藤原村+ 白瀬村+ 立田村+ 中里村 = 員弁郡藤原村（新設）
  - 大阪府茨木市+ 三島郡 福井村+ 石河村+ 見山村+ 清渓村 = 茨木市（編入）
  - 大阪府八尾市+ 中河内郡 南高安町+ 高安村+ 曙川村 = 八尾市（編入）
  - 大阪府高槻市+ 三島郡 三箇牧村 = 高槻市（編入）
  - 大阪府大阪市+ 中河内郡 長吉村+ 瓜破村+ 矢田村+ 加美村+ 巽町+ 北河内郡 茨田町 = 大阪市（編入）
  - 兵庫県三原郡 榎列村+ 八木村+ 市村+ 神代村 = 三原郡三原町（新設/町制）
  - 島根県八束郡 来待村+ 宍道町 = 八束郡宍道町（新設）
- 4月5日
  - 神奈川県藤沢市+ 高座郡 小出村の一部+ 御所見村+ 渋谷町の一部 = 藤沢市（編入）
  - 神奈川県茅ヶ崎市+ 高座郡 小出村の一部 = 茅ヶ崎市（編入）
  - 愛知県名古屋市+ 愛知郡 天白村+ 猪高村 = 名古屋市（編入）
  - 福岡県山田市+ 田川郡 猪位金村の一部 = 山田市（編入）
  - 福岡県田川市+ 田川郡 猪位金村の一部 = 田川市（編入）
  - 福岡県福岡市+ 筑紫郡 那珂町 = 福岡市（編入）
- 4月7日
  - 愛知県一宮市+ 丹羽郡 千秋村 = 一宮市（編入）
  - 兵庫県三原郡 賀集村+ 北阿万村+ 阿万町+ 灘村 = 三原郡南淡町（新設）
- 4月10日
  - 宮城県石巻市+ 牡鹿郡 荻浜村 = 石巻市（編入）
  - 宮城県宮城郡 根白石村+ 七北田村 = 宮城郡泉村（新設）
  - 福島県西白河郡 信夫村+ 大屋村 = 西白河郡大信村（新設）
  - 千葉県香取郡 古城村+ 中和村+ 万歳村 = 香取郡干潟町（新設/町制）
  - 山梨県南都留郡 西浜村+ 大嵐村 = 南都留郡足和田村（新設）
  - 三重県度会郡 田丸町+ 東外城田村+ 有田村の一部 = 度会郡玉城町（新設）
  - 三重県度会郡 小俣町+ 有田村の一部 = 度会郡小俣町（編入）
  - 滋賀県甲賀郡 三雲村+ 岩根村 = 甲賀郡甲西町（新設/町制）
  - 京都府綾部市+ 何鹿郡 豊里村+ 物部村+ 志賀郷村+ 中上林村+ 奥上林村 = 綾部市（編入）
  - 兵庫県多紀郡 日置村+ 後川村+ 雲部村 = 多紀郡城東村（新設）
  - 兵庫県川辺郡 中谷村+ 六瀬村 = 川辺郡猪名川町（新設/町制）
  - 和歌山県海南市+ 海草郡 巽村+ 亀川村+ 北野上村+ 中野上村+ 南野上村 = 海南市（編入）
  - 広島県広島市+ 安芸郡 戸坂村 = 広島市（編入）
  - 山口県豊浦郡 豊東村+ 菊川村+ 内日村の一部 = 豊浦郡菊川町（新設/町制）
  - 山口県大島郡 安下庄町+ 日良居村 = 大島郡橘町（新設）
  - 山口県防府市+ 佐波郡 小野村+ 吉敷郡 大道村 = 防府市（編入）
  - 徳島県那賀郡 坂州村+ 沢谷村 = 那賀郡木沢村（新設）
  - 香川県観音寺市+ 三豊郡 豊田村+ 粟井村+ 紀伊村の一部 = 観音寺市（編入）
  - 香川県三豊郡 大野原町+ 紀伊村の一部 = 三豊郡大野原町（編入）
  - 福岡県築上郡 八屋町+ 角田村+ 山田村+ 千束村+ 三毛門村+ 黒土村+ 横武村+ 合河村+ 岩屋村 = 宇島市（新設/市制）
  - 鹿児島県阿久根市+ 出水郡 三笠町 = 阿久根市（編入）
- 4月12日
  - 愛知県豊川市+ 八名郡 三上村 = 豊川市（編入）
- 4月13日
  - 三重県阿山郡 山田村+ 布引村+ 阿波村 = 阿山郡大山田村（新設）
  - 島根県八束郡 千酌村+ 片江村+ 美保関町+ 森山村 = 八束郡美保関町（新設）
- 4月15日
  - 岩手県西磐井郡 平泉町+ 東磐井郡 長島村 = 西磐井郡平泉町（新設）
  - 秋田県雄勝郡 院内町+ 横堀町+ 秋ノ宮村 = 雄勝郡雄勝町（新設）
  - 茨城県久慈郡 郡戸村+ 久米村+ 金郷村+ 金砂村 = 久慈郡金砂郷村（新設）
  - 群馬県吾妻郡 中之条町+ 沢田村+ 伊参村+ 名久田村 = 吾妻郡中之条町（新設）
  - 埼玉県比企郡 亀井村+ 今宿村 = 比企郡鳩山村（新設）
  - 埼玉県比企郡 菅谷村+ 七郷村 = 比企郡菅谷村（新設）
  - 千葉県香取郡 昭栄村+ 大須賀村 = 香取郡大栄町（新設/町制）
  - 神奈川県秦野市+ 中郡 大根村の一部 = 秦野市（編入）
  - 神奈川県中郡 金目村+ 大根村の一部 = 中郡金目村（編入）
  - 新潟県北蒲原郡 水原町+ 堀越村+ 分田村 = 北蒲原郡水原町（新設）
  - 静岡県磐田郡 豊田村+ 池田村+ 竜洋町の一部 = 磐田郡豊田村（編入）
  - 愛知県渥美郡 福江町+ 伊良湖岬村+ 泉村 = 渥美郡渥美町（新設）
  - 愛知県中島郡 稲沢町+ 明治村+ 千代田村+ 大里村 = 中島郡稲沢町（新設）
  - 愛知県南設楽郡 新城町+ 千郷村+ 東郷村+ 八名郡 舟着村+ 八名村 = 南設楽郡新城町（新設）
  - 三重県多気郡 斎宮村+ 明星村 = 多気郡斎明村（新設）
  - 三重県多気郡 五ヶ谷村+ 丹生村 = 多気郡勢和村（新設）
  - 滋賀県甲賀郡 伴谷村+ 柏木村+ 水口町+ 貴生川町 = 甲賀郡水口町（新設）
  - 兵庫県多紀郡 福住村+ 大芋村+ 村雲村 = 多紀郡多紀村（新設）
  - 兵庫県多紀郡 味間村+ 城南村+ 古市村+ 大山村 = 多紀郡丹南町（新設/町制）
  - 奈良県北葛城郡 瀬南村+ 馬見町+ 百済村 = 北葛城郡広陵町（新設）
  - 和歌山県伊都郡 高野口町+ 応其村+ 信太村 = 伊都郡高野口町（新設）
  - 島根県邑智郡 井原村+ 中野村+ 矢上町+ 日貫村+ 日和村 = 邑智郡石見町（新設）
  - 島根県簸川郡 荘原村+ 出西村+ 伊波野村+ 直江村+ 久木村+ 出東村 = 簸川郡斐川村（新設）
  - 島根県仁多郡 布勢村+ 三成町+ 亀嵩村+ 阿井村+ 三沢村 = 仁多郡仁多町（新設）
  - 島根県邑智郡 高原村+ 出羽村+ 田所村 = 邑智郡出羽村（新設）
  - 島根県那賀郡 国府町+ 有福村 = 那賀郡国府町（新設）
  - 徳島県那賀郡 富岡町+ 桑野町 = 那賀郡富岡町（編入）
  - 香川県大川郡 富田村+ 松尾村 = 大川郡大川村（新設）
  - 長崎県上県郡 仁田村+ 佐須奈村 = 上県郡上県町（新設/町制）
  - 長崎県松浦市+ 北松浦郡 今福町 = 松浦市（編入）
- 4月16日
  - 和歌山県海草郡 野上町+ 小川村 = 海草郡野上町（新設）
  - 和歌山県有田郡 藤並村+ 田殿村+ 御霊村 = 有田郡吉備町（新設/町制）
  - 佐賀県佐賀郡 春日村+ 川上村+ 松梅村 = 佐賀郡大和村（新設）
- 4月17日
  - 三重県鈴鹿郡 関町+ 坂下村+ 加太村 = 鈴鹿郡関町（新設）
- 4月19日
  - 千葉県香取郡 神崎町+ 米沢村 = 香取郡神崎町（新設/改称）
  - 静岡県小笠郡 大坂村+ 睦浜村 = 小笠郡大坂村（新設）
- 4月20日
  - 青森県三戸郡 向村+ 平良崎村 = 三戸郡南部村（新設）
  - 宮城県柴田郡 川崎町+ 富岡村の一部 = 柴田郡川崎町（新設）
  - 宮城県柴田郡 村田町+ 沼辺村+ 富岡村の一部 = 柴田郡村田町（新設）
  - 宮城県黒川郡 吉岡町+ 宮床村+ 吉田村+ 鶴巣村+ 落合村 = 黒川郡大和町（新設）
  - 茨城県稲敷郡 阿見町+ 舟島村 = 稲敷郡阿見町（編入）
  - 群馬県佐波郡 玉村町+ 芝根村 = 佐波郡玉村町（新設）
  - 埼玉県北葛飾郡 松伏領村+ 金杉村 = 北葛飾郡松伏領村（新設）
  - 京都府船井郡 園部町+ 摩気村+ 西本梅村 = 船井郡園部町（新設）
  - 京都府加佐郡 岡田上村+ 岡田中村+ 岡田下村+ 八雲村+ 神崎村 = 加佐郡加佐町（新設/町制）
  - 兵庫県多紀郡 篠山町+ 八上村+ 畑村+ 城北村+ 岡野村 = 多紀郡篠山町（新設）
  - 高知県長岡郡 本山町+ 吉野村 = 長岡郡本山町（新設）
- 4月25日
  - 福島県安積郡 多田野村+ 河内村 = 安積郡逢瀬村（新設）
  - 栃木県下都賀郡 間々田町+ 生井村 = 下都賀郡間々田町（新設）
  - 千葉県君津郡 環村+ 関豊村 = 君津郡峰上村（新設）
  - 鳥取県西伯郡 手間村+ 賀野村 = 西伯郡会見町（新設/町制）
  - 愛媛県周桑郡 石鎚村+ 石根村+ 小松町 = 周桑郡小松町（新設）
  - 愛媛県温泉郡 三内村+ 川上村 = 温泉郡川内村（新設）
  - 愛媛県周桑郡 丹原町+ 徳田村 = 周桑郡丹原町（新設）
- 4月27日
  - 栃木県上都賀郡 西方村+ 真名子村 = 上都賀郡西方村（新設）
- 4月28日
  - 石川県羽咋郡 高浜町+ 中甘田村 = 羽咋郡高浜町（新設）
- 4月29日
  - 福島県石城郡 植田町+ 錦町+ 勿来町+ 川部村+ 山田村 = 勿来市（新設/市制）
  - 栃木県河内郡 上三川町+ 本郷村+ 明治村 = 河内郡上三川町（新設）
  - 栃木県河内郡 吉田村+ 薬師寺村 = 河内郡南河内村（新設）
  - 千葉県長生郡 長柄村+ 日吉村+ 水上村 = 長生郡長柄町（新設/町制）
  - 千葉県東葛飾郡 我孫子町+ 湖北村+ 布佐町 = 東葛飾郡我孫子町（新設）
  - 山梨県東八代郡 錦生村+ 黒駒村 = 東八代郡御坂町（新設/町制）
  - 静岡県駿東郡 原町+ 浮島村 = 駿東郡原町（新設）
  - 滋賀県蒲生郡 苗村+ 鏡山村 = 蒲生郡竜王町（新設/町制）
  - 兵庫県三原郡 南淡町+ 福良町+ 沼島村 = 三原郡南淡町（新設）
  - 岡山県真庭郡 久世町+ 美和村 = 真庭郡久世町（新設）
  - 徳島県板野郡 藍園村+ 住吉村 = 板野郡藍住町（新設/町制）
- 4月30日
  - 福島県安達郡 和木沢村+ 白岩村 = 安達郡白沢村（新設）

## 5月
- 5月1日
  - 静岡県引佐郡 引佐町+ 奥山村+ 伊平村+ 鎮玉村 = 引佐郡引佐町（新設）
  - 鳥取県東伯郡 大誠村+ 栄村 = 東伯郡大栄町（新設/町制）
  - 鳥取県倉吉市+ 東伯郡 灘手村 = 倉吉市（編入）
  - 岡山県阿哲郡 新郷村+ 神代村 = 阿哲郡神郷町（新設/町制）
  - 岡山県新見市+ 阿哲郡 千屋村 = 新見市（編入）
  - 愛媛県松山市+ 温泉郡 湯山村+ 伊台村+ 五明村+ 久米村 = 松山市（編入）
  - 熊本県天草郡 御領村+ 鬼池村+ 二江町+ 手野村+ 城河原村 = 天草郡五和町（新設）
- 5月3日
  - 宮城県桃生郡 小野村+ 野蒜村+ 宮戸村 = 桃生郡鳴瀬町（新設/町制）
  - 宮城県桃生郡 矢本町+ 赤井村+ 大塩村 = 桃生郡矢本町（新設）
  - 茨城県稲敷郡 生板村+ 源清田村+ 長竿村 = 稲敷郡河内村（新設）
  - 埼玉県北足立郡 志木町+ 宗岡村 = 北足立郡足立町（新設）
  - 香川県綾歌郡 宇多津町+ 飯野村の一部 = 綾歌郡宇多津町（編入）
  - 香川県丸亀市+ 綾歌郡 飯野村の一部 = 丸亀市（編入）
- 5月5日
  - 栃木県塩谷郡 藤原町+ 三依村 = 塩谷郡藤原町（編入）
- 5月10日
  - 和歌山県有田郡 城山村+ 八幡村+ 安諦村 = 有田郡清水町（新設/町制）
- 5月20日
  - 鳥取県日野郡 日野上村+ 山上村 = 日野郡伯南町（新設/町制）

## 6月
- 6月1日
  - 岩手県岩手郡 玉山村+ 巻堀村 = 岩手郡玉山村（編入）
  - 東京都西多摩郡 大久野村+ 平井村 = 西多摩郡日の出村（新設）
  - 静岡県静岡市+ 安倍郡 美和村+ 服織村+ 中藁科村+ 南藁科村 = 静岡市（編入）
  - 和歌山県海草郡 下神野村+ 上神野村+ 国吉村+ 長谷毛原村+ 真国村 = 海草郡美里町（新設/町制）
  - 大分県南海部郡 中野村+ 因尾村 = 南海部郡本匠村（新設）
- 6月10日
  - 山形県東置賜郡 赤湯町+ 中川村 = 東置賜郡赤湯町（新設）
  - 茨城県筑波郡 伊奈村+ 板橋村 = 筑波郡伊奈村（編入）
  - 福井県今立郡 粟田部町+ 北中山村の一部 = 今立郡粟田部町（編入）
  - 福井県鯖江市+ 今立郡 北中山村の一部 = 鯖江市（編入）
- 6月30日
  - 鳥取県日野郡 大宮村+ 阿毘縁村 = 日野郡高宮村（新設）

## 7月
- 7月1日
  - 青森県三戸郡 五戸町+ 川内村+ 浅田村 = 三戸郡五戸町（新設）
  - 岩手県下閉伊郡 川井村+ 門馬村+ 小国村 = 下閉伊郡川井村（新設）
  - 岩手県花巻市+ 和賀郡 笹間村 = 花巻市（編入）
  - 茨城県那珂郡 山方町+ 塩田村の一部 = 那珂郡山方町（編入）
  - 茨城県那珂郡 大宮町+ 塩田村の一部 = 那珂郡大宮町（編入）
  - 千葉県山武郡 千代田村+ 二川村 = 山武郡芝山町（新設/町制）
  - 千葉県山武郡 成東町+ 緑海村 = 山武郡成東町（編入）
  - 山梨県北巨摩郡 鳳来村+ 菅原村+ 長坂町の一部+ 駒城村の一部 = 北巨摩郡白州町（新設）
  - 山梨県北巨摩郡 武川村+ 駒城村の一部 = 北巨摩郡武川村（編入）
  - 長野県上水内郡 柏原村+ 富士里村 = 上水内郡信濃村（新設）
  - 長野県更級郡 上山田町+ 力石村 = 更級郡上山田町（新設）
  - 長野県埴科郡 戸倉町+ 五加村の一部 = 埴科郡戸倉町（新設）
  - 長野県埴科郡 埴生町+ 五加村の一部 = 埴科郡埴生町（編入）
  - 兵庫県飾磨郡 置塩村+ 鹿谷村+ 菅野村 = 飾磨郡夢前町（新設/町制）
  - 兵庫県美嚢郡 奥吉川村+ 中吉川村+ 北谷村 = 美嚢郡吉川町（新設/町制）
  - 和歌山県那賀郡 上名手村+ 狩宿村+ 麻生津村+ 名手町+ 王子村 = 那賀郡那賀町（新設）
  - 鳥取県気高郡 宝木村+ 酒津村+ 瑞穂村+ 逢坂村+ 浜村町 = 気高郡気高町（新設）
  - 鳥取県気高郡 鹿野町+ 勝谷村+ 小鷲河村 = 気高郡鹿野町（新設）
  - 広島県安佐郡 古市町+ 安村 = 安佐郡安古市町（新設）
  - 広島県安佐郡 川内村+ 八木村+ 緑井村 = 安佐郡佐東町（新設/町制）
  - 山口県光市+ 熊毛郡 周防村 = 光市（編入）
  - 山口県下関市+ 厚狭郡 王喜村+ 吉田村 = 下関市（編入）
  - 香川県大川郡 石田村+ 神前村 = 大川郡寒川村（新設）
  - 香川県大川郡 白鳥本町+ 白鳥村+ 福栄村+ 五名村 = 大川郡白鳥町（新設）
  - 香川県仲多度郡 満濃町+ 高篠村 = 仲多度郡満濃町（編入）
  - 熊本県飽託郡 川上村+ 西里村 = 飽託郡北部村（新設）
  - 熊本県鹿本郡 千田村+ 米野岳村+ 山内村 = 鹿本郡鹿央村（新設）
  - 熊本県球磨郡 西村+ 一武村+ 木上村 = 球磨郡錦村（新設）
  - 熊本県天草郡 宮田村+ 棚底村+ 浦村 = 天草郡倉岳村（新設）
- 7月2日
  - 和歌山県西牟婁郡 串本町+ 田並村+ 有田村+ 潮岬村+ 和深村 = 西牟婁郡串本町（新設）
- 7月8日
  - 神奈川県厚木市+ 中郡 相川村+ 愛甲郡 依知村 = 厚木市（編入）
- 7月10日
  - 福島県福島市+ 伊達郡 立子山村 = 福島市（編入）
  - 福井県足羽郡 足羽村+ 東郷村 = 足羽郡足羽村（編入）
  - 滋賀県坂田郡 柏原村+ 大原村+ 東黒田村 = 坂田郡山東町（新設/町制）
  - 奈良県磯城郡 三輪町+ 織田村+ 纏向村 = 磯城郡大三輪町（新設）
  - 広島県豊田郡 竹仁村+ 久芳村 = 豊田郡福富町（新設/町制）
- 7月15日
  - 岩手県岩手郡 葛巻町+ 江刈村+ 二戸郡 田部村 = 岩手郡葛巻町（新設）
  - 宮城県遠田郡 涌谷町+ 箟岳村 = 遠田郡涌谷町（新設）
- 7月20日
  - 北海道久遠郡 貝取澗村+ 久遠村 = 久遠郡大成村（新設）
  - 福島県南会津郡 只見村+ 明和村 = 南会津郡只見村（新設）
  - 福島県南会津郡 大宮村+ 富田村 = 南会津郡南郷村（新設）
  - 福島県耶麻郡 猪苗代町+ 長瀬村 = 耶麻郡猪苗代町（編入）
  - 福島県大沼郡 宮下村+ 西方村 = 大沼郡三島村（新設）
  - 埼玉県行田市+ 北埼玉郡 星宮村 = 行田市（編入）
  - 埼玉県南埼玉郡 百間村+ 須賀村 = 南埼玉郡宮代町（新設/町制）
  - 千葉県東葛飾郡 木間ヶ瀬村+ 二川村+ 関宿町 = 東葛飾郡関宿町（新設）
  - 千葉県香取郡 神代村+ 橘村+ 東城村+ 笹川町 = 香取郡東庄町（新設）
  - 千葉県長生郡 土睦村+ 長南町の一部+ 夷隅郡 瑞沢村 = 長生郡睦沢村（新設）
  - 神奈川県高座郡 有馬村+ 海老名町 = 高座郡海老名町（新設）
  - 神奈川県津久井郡 吉野町+ 牧野村+ 日連村+ 名倉村+ 佐野川村 = 津久井郡藤野町（新設）
  - 新潟県北蒲原郡 加治村+ 金塚村 = 北蒲原郡加治川村（新設）
  - 兵庫県佐用郡 中安村+ 徳久村+ 宍粟郡 三河村 = 佐用郡南光町（新設/町制）
  - 兵庫県宍粟郡 山崎町+ 城下村+ 戸原村+ 河東村+ 蔦沢村+ 神野村+ 土万村 = 宍粟郡山崎町（新設）
  - 鳥取県鳥取市+ 岩美郡 米里村 = 鳥取市（編入）
  - 山口県玖珂郡 桑根村+ 河山村 = 玖珂郡美川村（新設）
  - 山口県都濃郡 鹿野町+ 須金村の一部 = 都濃郡鹿野町（編入）
  - 山口県都濃郡 都濃町+ 須金村の一部 = 都濃郡都濃町（新設）
  - 徳島県勝浦郡 高鉾村+ 福原村 = 勝浦郡上勝町（新設/町制）
  - 愛媛県周桑郡 中川村+ 桜樹村 = 周桑郡中川村（新設）
  - 福岡県三潴郡 犬塚村+ 三潴村 = 三潴郡三潴町（新設/町制）
  - 佐賀県杵島郡 白石町+ 六角村+ 須古村 = 杵島郡白石町（新設）
  - 熊本県荒尾市+ 玉名郡 清里村の一部 = 荒尾市（編入）
  - 熊本県玉名郡 長洲町+ 清里村の一部 = 玉名郡長洲町（編入）
- 7月21日
  - 岩手県岩手郡 沼宮内町+ 川口村+ 一方井村+ 御堂村 = 岩手郡岩手町（新設）
  - 兵庫県氷上郡 上久下村+ 久下村+ 小川村 = 氷上郡山南町（新設/町制）
- 7月22日
  - 茨城県新治郡 栄村+ 九重村+ 栗原村 = 新治郡桜村（新設）
- 7月23日
  - 秋田県由利郡 下郷村+ 玉米村 = 由利郡東由利村（新設）
  - 兵庫県氷上郡 成松町+ 沼貫村+ 葛野村+ 幸世村+ 生郷村 = 氷上郡氷上町（新設）
- 7月25日
  - 秋田県雄勝郡 雄勝町+ 小野村 = 雄勝郡雄勝町（編入）
  - 兵庫県神崎郡 川辺村+ 瀬加村+ 甘地村+ 鶴居村 = 神崎郡市川町（新設/町制）
- 7月27日
  - 茨城県新治郡 藤沢村+ 斗利出村+ 山ノ荘村 = 新治郡新治村（新設）
- 7月28日
  - 秋田県由利郡 亀田町+ 道川村 = 由利郡岩城町（新設）
  - 栃木県鹿沼市+ 上都賀郡 南摩村 = 鹿沼市（編入）
  - 栃木県下都賀郡 壬生町+ 南犬飼村 = 下都賀郡壬生町（編入）
  - 神奈川県中郡 西秦野村+ 足柄上郡 上秦野村 = 中郡西秦野町（新設/町制）
  - 福井県丹生郡 志津村+ 三方村+ 天津村 = 丹生郡清水町（新設/町制）
- 7月29日
  - 青森県三戸郡 戸来村+ 野沢村の一部 = 三戸郡新郷村（新設）
  - 青森県三戸郡 五戸町+ 野沢村の一部 = 三戸郡五戸町（編入）
  - 青森県三戸郡 名久井村+ 北川村 = 三戸郡名川町（新設/町制）
  - 青森県西津軽郡 深浦町+ 大戸瀬村 = 西津軽郡深浦町（新設）
  - 山形県西田川郡 大山町+ 西郷村 = 西田川郡大山町（新設）
  - 山形県鶴岡市+ 西田川郡 田川村+ 上郷村+ 豊浦村+ 加茂町 = 鶴岡市（編入）
- 7月31日
  - 静岡県賀茂郡 南中村+ 南上村+ 三坂村+ 三浜村+ 竹麻村+ 南崎村 = 賀茂郡南伊豆町（新設/町制）

## 8月
- 8月1日
  - 群馬県高崎市+ 群馬郡 長野村 = 高崎市（編入）
  - 埼玉県北足立郡 草加町+ 南埼玉郡 川柳村 = 北足立郡草加町（編入）
  - 山梨県南巨摩郡 中富町+ 原村 = 南巨摩郡中富町（編入）
  - 長野県南佐久郡 臼田町+ 切原村 = 南佐久郡臼田町（新設）
  - 三重県員弁郡 北勢町+ 治田村 = 員弁郡北勢町（編入）
  - 広島県賀茂郡 東志和村+ 志和堀村+ 西志和村 = 賀茂郡志和町（新設/町制）
- 8月10日
  - 栃木県鹿沼市+ 上都賀郡 南押原村 = 鹿沼市（編入）

## 9月
- 9月1日
  - 鳥取県西伯郡 所子村+ 高麗村の一部 = 西伯郡大山町（新設/町制）
  - 鳥取県西伯郡 大和村+ 淀江町+ 宇田川村+ 高麗村の一部 = 西伯郡淀江町（新設）
- 9月30日** 埼玉県熊谷市+ 北埼玉郡 太井村の一部 = 熊谷市（編入）
  - 埼玉県行田市+ 北埼玉郡 太井村の一部 = 行田市（編入）
  - 埼玉県北足立郡 吹上町+ 北埼玉郡 太井村の一部 = 北足立郡吹上町（編入）
  - 佐賀県杵島郡 南有明村+ 有明村 = 杵島郡有明村（新設）

## 10月
- 10月1日
  - 埼玉県北足立郡 吹上町+ 北埼玉郡 下忍村 = 北足立郡吹上町（新設）
  - 新潟県中頸城郡 里五十公野村+ 上杉村+ 美守村 = 中頸城郡三和村（新設）
  - 愛知県名古屋市+ 海部郡 南陽町+ 富田町+ 西春日井郡 山田村+ 楠村 = 名古屋市（編入）
  - 愛知県宝飯郡 御津町+ 大塚村の一部 = 宝飯郡御津町（編入）
  - 愛知県蒲郡市+ 宝飯郡 大塚村の一部 = 蒲郡市（編入）
  - 滋賀県滋賀郡 和邇村+ 木戸村+ 小松村 = 滋賀郡志賀町（新設/町制）
  - 兵庫県氷上郡 柏原町+ 新井村 = 氷上郡柏原町（新設）
  - 山口県徳山市+ 都濃郡 向道村 = 徳山市（編入）
- 10月5日
  - 岐阜県恵那郡 明智町+ 吉田村 = 恵那郡明智町（編入）
- 10月10日
  - 秋田県平鹿郡 大雄村+ 館合村の一部 = 平鹿郡大雄村（編入）
  - 秋田県平鹿郡 雄物川町+ 館合村の一部 = 平鹿郡雄物川町（編入）
- 10月15日
  - 大阪府吹田市+ 三島郡 山田村 = 吹田市（編入）
  - 大阪府枚方市+ 北河内郡 津田町 = 枚方市（編入）
  - 兵庫県神戸市+ 有馬郡 長尾村 = 神戸市（編入）
- 10月20日
  - 青森県八戸市+ 三戸郡 豊崎村 = 八戸市（編入）

## 11月
- 11月1日
  - 新潟県加茂市+ 中蒲原郡 須田村 = 加茂市（編入）
  - 新潟県西頸城郡 名立町+ 名立村 = 西頸城郡名立町（新設）
  - 山口県下関市+ 豊浦郡 内日村 = 下関市（編入）
  - 山口県都濃郡 南陽町+ 佐波郡 和田村 = 都濃郡南陽町（編入）
- 11月3日
  - 鳥取県西伯郡 大山町+ 大山村 = 西伯郡大山町（新設）
- 11月5日
  - 栃木県大田原市+ 那須郡 佐久山町 = 大田原市（編入）
- 11月15日
  - 福島県郡山市+ 田村郡 巖江村の一部 = 郡山市（編入）
  - 福島県田村郡 三春町+ 巖江村の一部 = 田村郡三春町（編入）
  - 福島県田村郡 西田村+ 巖江村の一部 = 田村郡西田村（編入）

## 12月
- 12月1日
  - 千葉県印旛郡 安食町+ 布鎌村 = 印旛郡栄町（新設）
  - 福岡県八女郡 広川町+ 下広川村の一部 = 八女郡広川町（編入）
  - 福岡県筑後市+ 八女郡 下広川村の一部 = 筑後市（編入）
  - 福岡県三潴郡 筑邦町+ 八女郡 下広川村の一部 = 三潴郡筑邦町（編入）
- 12月25日
  - 秋田県山本郡 二ツ井町+ 響村 = 山本郡二ツ井町（編入）